# متحف كروكر للفنون
يعد متحف كروكر للفنون، المعروف سابقًا باسم إيه بي كروكر آرت جاليري، الذي تأسَّس عام 1885، أقدم متحف للفنون غرب نهر المسيسيبي. يقع المتحف في سكرامنتو بولاية كاليفورنيا، ويضم واحدة من المجموعات الرئيسية للفن في ولاية كاليفورنيا. تتضمن المجموعة أعمالًا أمريكية تعود إلى عصر حمى ذهب كاليفورنيا حتى الوقت الحاضر، ولوحات أوروبية ورسومات رئيسية، وهي واحدة من أكبر مجموعات السيراميك الدولية في الولايات المتحدة، ومجموعات من الفن الآسيوي والإفريقي والمحيطي.

## التاريخ
بدأ إدوين بي كروكر (1818-1875)، وهو محامٍ وقاضٍ ثري في كاليفورنيا، وزوجته مارغريت كروكر (1822–1901) نجحا في تجميع مجموعة كبيرة من اللوحات والرسومات خلال رحلة طويلة إلى أوروبا، من 1869 إلى 1871. عند عودتهم إلى سكرامنتو، شرعوا في إنشاء معرض فني في جزء من منزلهم الكبير في زاوية شارعي ثيرد وأو. أصبح المعرض مركزًا للنشاط الاجتماعي في سكرامنتو، حيث يستضيف مزايا للمنظمات المحلية ويرحب بالزوار البارزين بما في ذلك ملكة هاواي، ليليوكالاني (1878)، الرئيس يوليسيس س.غرانت (1879)، وأوسكار وايلد (1882).

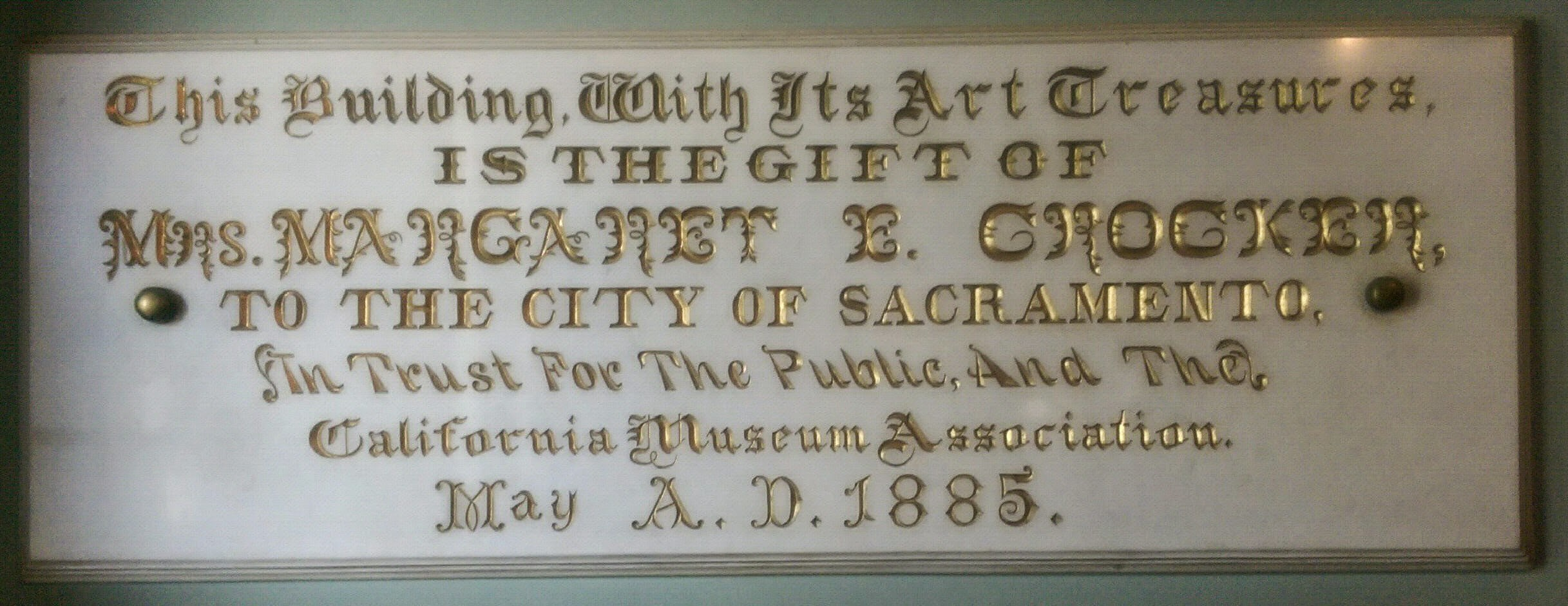
لوحة تذكارية من الرخام في متحف كروكر للفنون

توفي إي بي كروكر عام 1875. في عام 1885، أنشأت أرملته، مارجريت، متحفًا عامًا للفنون عندما قدمت معرض إيه بي كروكر آرت جاليري والمقتنيات لمدينة سكرامنتو وجمعية متاحف كاليفورنيا، «كأمانة للجمهور»، كانت محتوياته بلغت قيمتها في ذلك الوقت أكثر من 500000 دولار.
في عام 1978، تم تغيير اسم معرض كروكر للفنون إلى متحف كروكر للفنون. في عام 2002، لاستيعاب مجموعة مزدهرة واحتياجات السكان المتزايدين في ساكرامنتو ومنطقة الوادي الأوسط بكاليفورنيا، كلف المتحف شركة جواثمي سييجل&;أسوسييتس بتصميم إضافة رئيسية. تم افتتاح متحف كروكر للفنون الموسع بشكل كبير في 10 أكتوبر 2010.

## المجموعات الدائمة

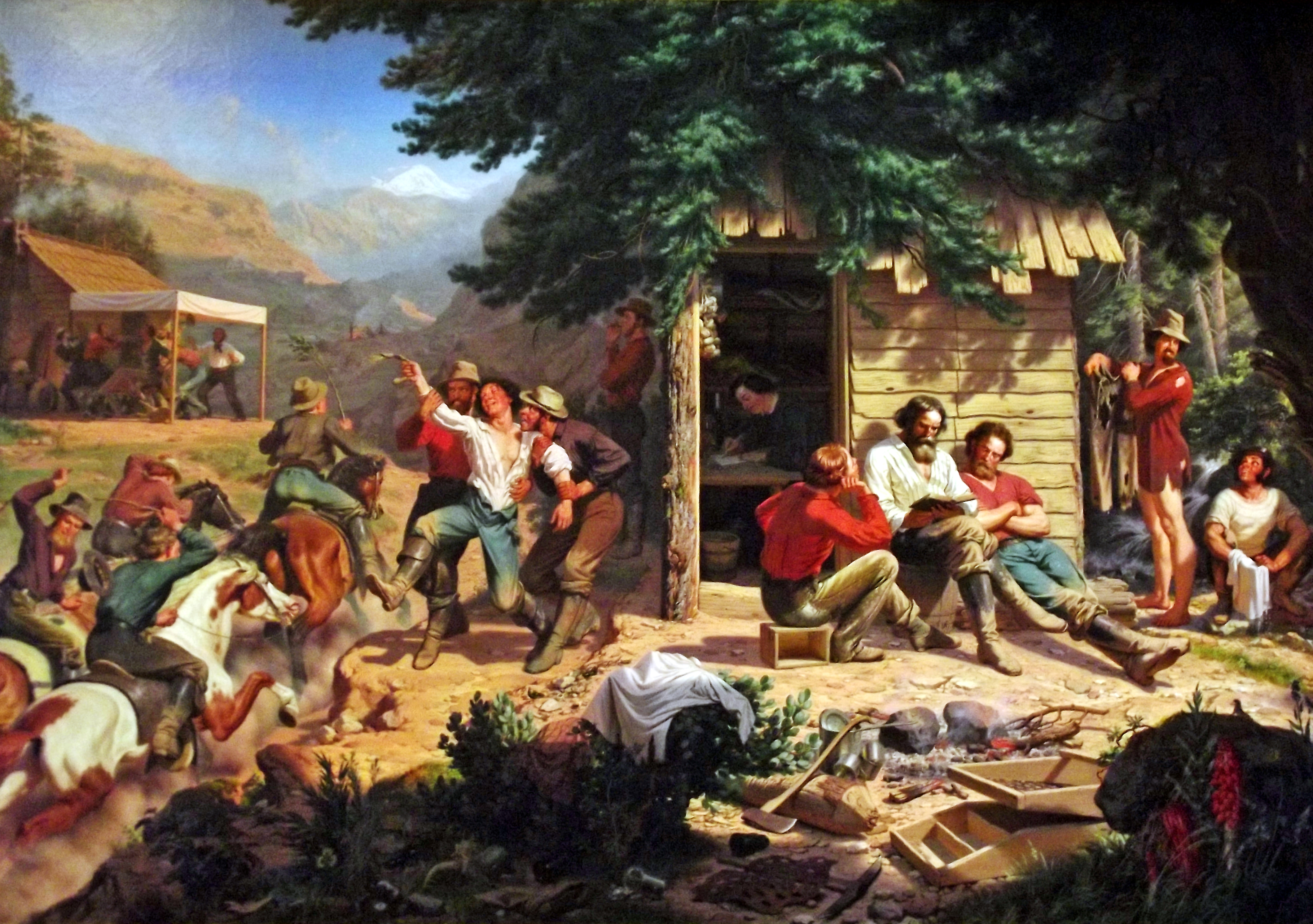
لوحة لتشارلز كريستيان ناهل بعنوان سانداي مورنينغ إن ذا ماينز Sunday Morning in the Mines (1872)

### الفن الكاليفورني والفن الأمريكي
تتضمن المجموعة الفنية في كاليفورنيا أعمالًا تعود إلى الفترة من الدولة إلى الوقت الحاضر. تم تجميع المجموعة الأساسية لفن كاليفورنيا المبكر بواسطة إدوين بي. كروكر ومارجريت كروكر في أوائل سبعينيات القرن التاسع عشر. من أبرز مجموعاتهم أعمال الفنان الألماني الأمريكي تشارلز كريستيان ناهل، الذي جلب الحجم الكبير والتفاصيل الوفيرة لرسومات التاريخ الأوروبي إلى الأعمال التي تصور حمى الذهب في كاليفورنيا. كلف كروكرز بخمسة أعمال رئيسية من نهل، بما في ذلك سانداي مورنينغ إن ذا ماينز (بالإنجليزية: Sunday Morning in the Mines)‏ (1872).
استمرت مجموعة كاليفورنيا في التوسع، وتضم الآن 150 عامًا من الرسم والنحت والوسائط الحرفية التي تغطي الأنواع التي تشمل الانطباعية والتعبيرية التجريدية وفن البوب، وتضم فنانين من بينهم رسام ساكرامنتو الأوائل أماندا أوستن ونورتون بوش وويليام كيث وتوماس هيل، جرانفيل ريدموند، إدوين ديكين، جاي روز، جوتاردو بيازوني، جوان براون، إلمر بيشوف، رولاند بيترسن، ديفيد بارك، جيس، ريتشارد ديبنكورن، ميل راموس، ووين ثيبود.
تشمل المجموعة أيضًا الفن الأمريكي من أواخر القرن التاسع عشر حتى الوقت الحاضر. يمثل الانطباعيون والحديثون الأمريكيون قوة خاصة، مع فنانين من بينهم تشايلد حسام، وروبرت هنري، وجورجيا أوكيف، وماينارد ديكسون، ومارسدن هارتلي، وهانز هوفمان، ولويس كروز آزاسيتا.

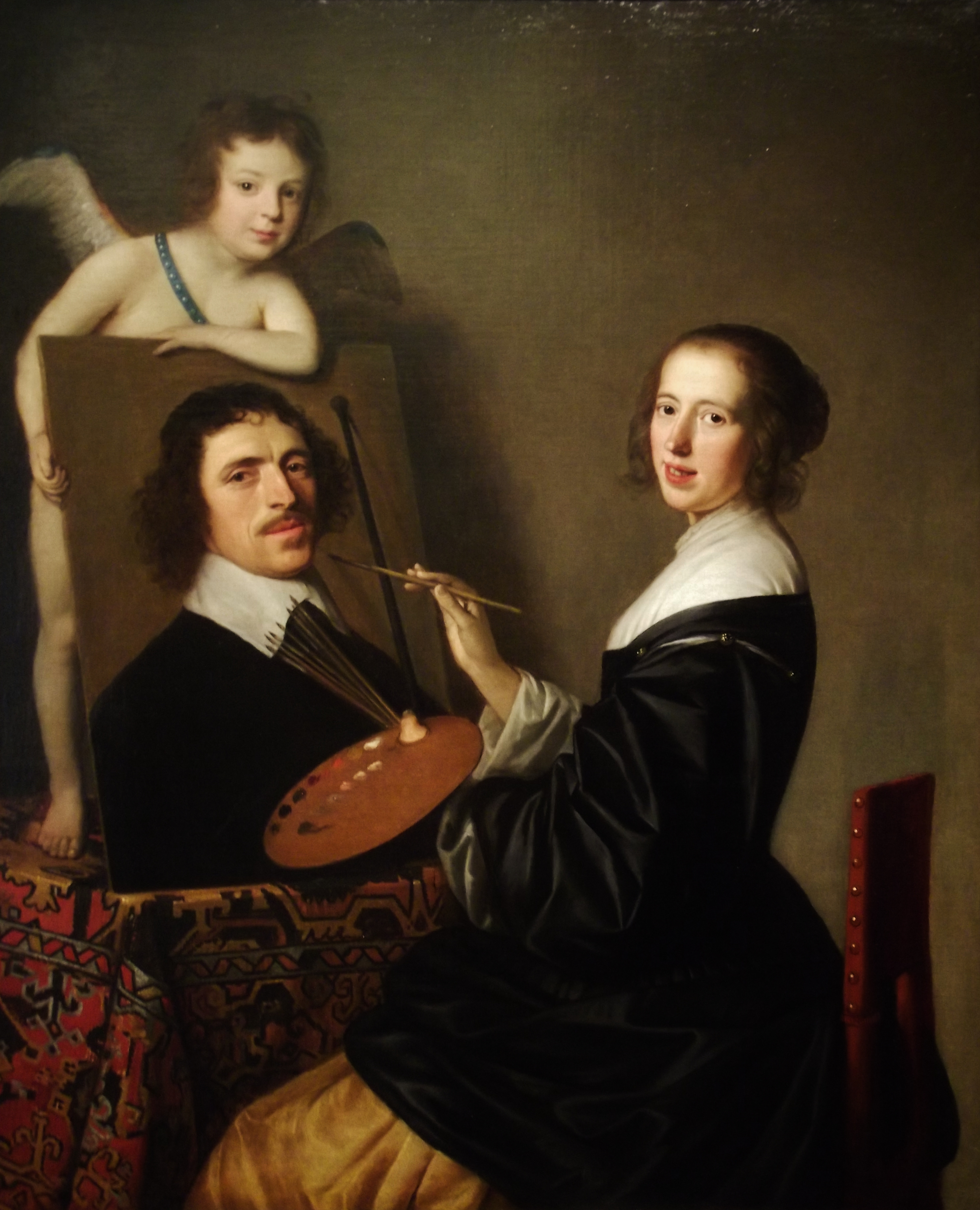
قصة جيريت فان هونثورست للرسم (1648).

### الفن الأوروبي

#### المجموعة الأصلية
بدأت مجموعة الفن الأوروبي برحلة عائلة كروكر إلى أوروبا، من عام 1869 إلى عام 1871. لم تكن جولة كبرى. استأجر كروكرز مساكن في دريسدن لأكثر من عام وسافروا في الغالب في ألمانيا. وكما كتب مدير المتحف لاحقًا، «كان السيد كروكر مبتدئًا ومعرضًا تمامًا لنوع من الاحتيال في قلقه ليصبح مالكًا لمجموعة كبيرة من الروائع. حصل في بحثه بالجملة على مجموعة من أكثر من 700 لوحة،» معظمها«ليس من الأسماء الشهيرة القليلة التي أطلقها عليه التجار في ميونيخ ودريسدن.»  (تظهر الأعمال التي قيل إنها من تأليف رامبرانت، وروبنز، وبوسين، وسلفاتور روزا، وحتى ليوناردو دافنشي، في الكتالوج الأولي لعام 1876، ولكن تمت إعادة توزيعها في العقود التالية.) ومع ذلك، كان من بين مشتريات كروكر عددًا من الأعمال النادرة حقًا لمجموعة أكبر من الفنانين مما أدرك، ولفترة وجيزة امتلك كروكرز أكبر عمل فني خاص جمع في الولايات المتحدة.

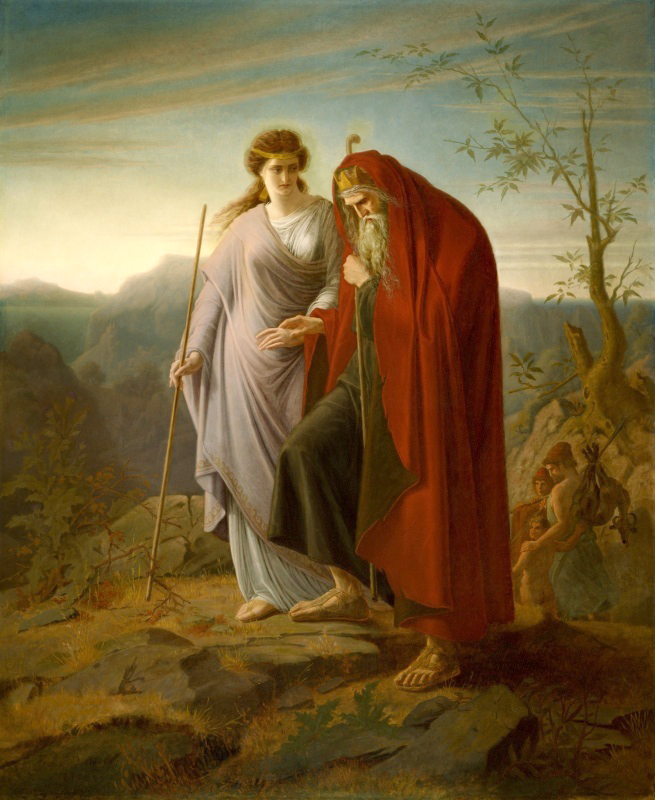
لوحة أوديبوس وأنتيغون للرسام الألماني فرانز ديتريش من بين الأعمال التي جمعتها إيباند مارغريت كروكر.

جنبًا إلى جنب مع اللوحات، حصل كروكرز أيضًا على 1344 رسمًا رئيسيًا قديمًا، «وأعدادًا لا حصر لها من المطبوعات ذات الحرف اليدوية النادرة.»، بدأت الدراسة المنهجية لأصل وأهمية هذه الرسومات في القرن الحادي والعشرين فقط.
وكان المصدر الأكثر تأكيدًا هو اللوحات الألمانية والوسطى العديدة التي اشتراها كروكر، والعديد منها لفنانين كانوا على قيد الحياة ويعملون في ذلك الوقت. ستشكل هذه اللوحات التي تعود للقرن التاسع عشر جوهر المجموعة الأوروبية، إلى جانب عدد من القرن السابع عشر الفلمنكي والعصر الذهبي الهولندي الذي لا يزال يعيش ومشاهد من النوع، بالإضافة إلى الأعمال الفرنسية والإيطالية في القرنين السابع عشر والثامن عشر. من بين الفنانين الممثلين في مجموعة كروكر الأصلية مارتن فان هيمسكيرك، ويان بروغيل الأكبر، وكلايس مولينير، وبيتر كواست، وأنطونيو جولي، وفرانشيسكو سوليمينا، وباولو دي ماتيس، وكلود جوزيف فيرنت، وجاك لويس ديفيد، وأندرياس آخنباخ، وكارل فون بيلوتي.

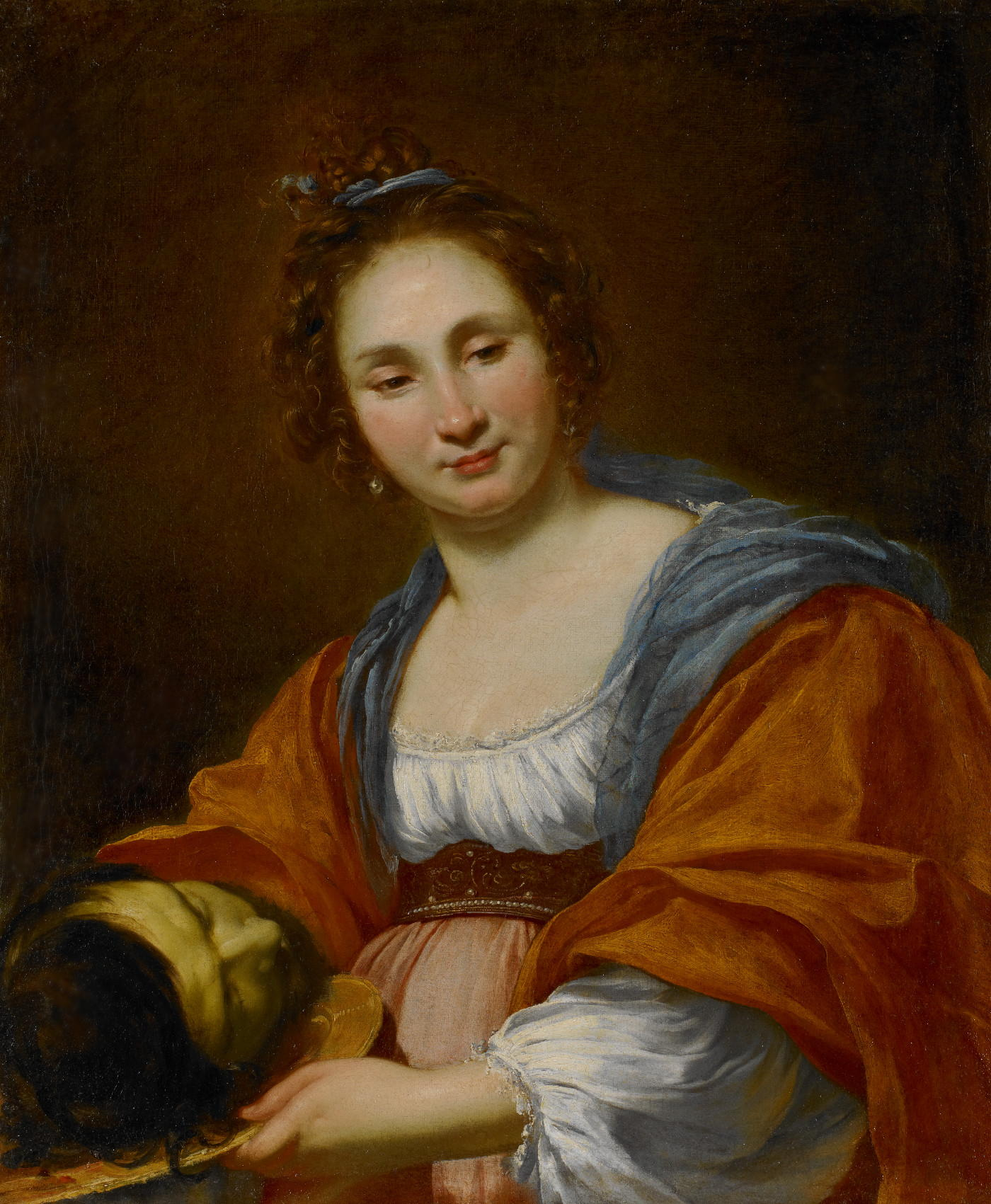
لوحة سالومي (1626-1627) لسيمون فويت.

#### عمليات الاستحواذ اللاحقة
أدت الهدايا الأخيرة التي قدمها المحسن آلان تمبلتون إلى توسيع نطاق المجموعة الأوروبية لتشمل أعمال الفنانين الإيطاليين جويرسينو، إيل مورازوني، وبرناردو ستروزي، ورسام البورتريه السويدي ألكسندر روزلين، والفنانين الفرنسيين سيمون فويت، فيليب دي شامبين، تشارلز بورسون، بيير - ألكسندر ويل ولويس جان فرانسوا لاغرينه وروبرت لوفيفر، وكذلك الرسام الإنجليزي السير توماس لورانس والرسام النمساوي جوزيف دانهاوزر والفنان الهولندي أبراهام هونديوس.
يتم تقديم الهدايا والهدايا الموعودة من قبل عائلة بيخويس المكونة من 67 مشهدًا هولنديًا من القرن التاسع عشر، في معرض مؤسسة بيخويس، بما في ذلك أعمال يوهانس هيرمانوس كوكوك وأحفاده والعديد من الرسامين في مدرسة لاهاي.
مقتنيات كروكر للفن الأوروبي بعد عام 1900 صغيرة، لكنها تشمل واحدة من أهم مجموعات شمال كاليفورنيا من أعمال رينوار، ويرجع ذلك جزئيًا إلى الهدايا من حفيد الفنان، آلان رينوار، الأستاذ في جامعة كاليفورنيا، بيركلي. وتشمل هذه ثلاثة قطع برونزية صغيرة، ومنحوتان من تيرا كوتا، ولوحة لمناظر طبيعية، وأعمال على الورق، وأيضًا مزهرية خزفية لجين رينوار. تشمل الأعمال بعد عام 1900 أيضًا صورتين لأفراد عائلة كروكر بواسطة جيوفاني بولديني.

### الأعمال على الورق
تتضمن مجموعة ما يقرب من 1500 من رسومات قديمة من المدارس الأوروبية الكبرى. تشمل نقاط قوة المجموعة رسومات أوروبية من القرنين السابع عشر والثامن عشر. تم تمثيل الرسومات الرئيسية لفنانين مثل ألبريشت دورر، وفرا بارتولوميو، وفرانسوا باوتشر، وجان أونوريه فراغونارد. التصوير الفوتوغرافي الأمريكي والمطبوعات الحديثة والمعاصرة في كاليفورنيا هي أيضًا نقاط قوة للأعمال في جمع الورق.

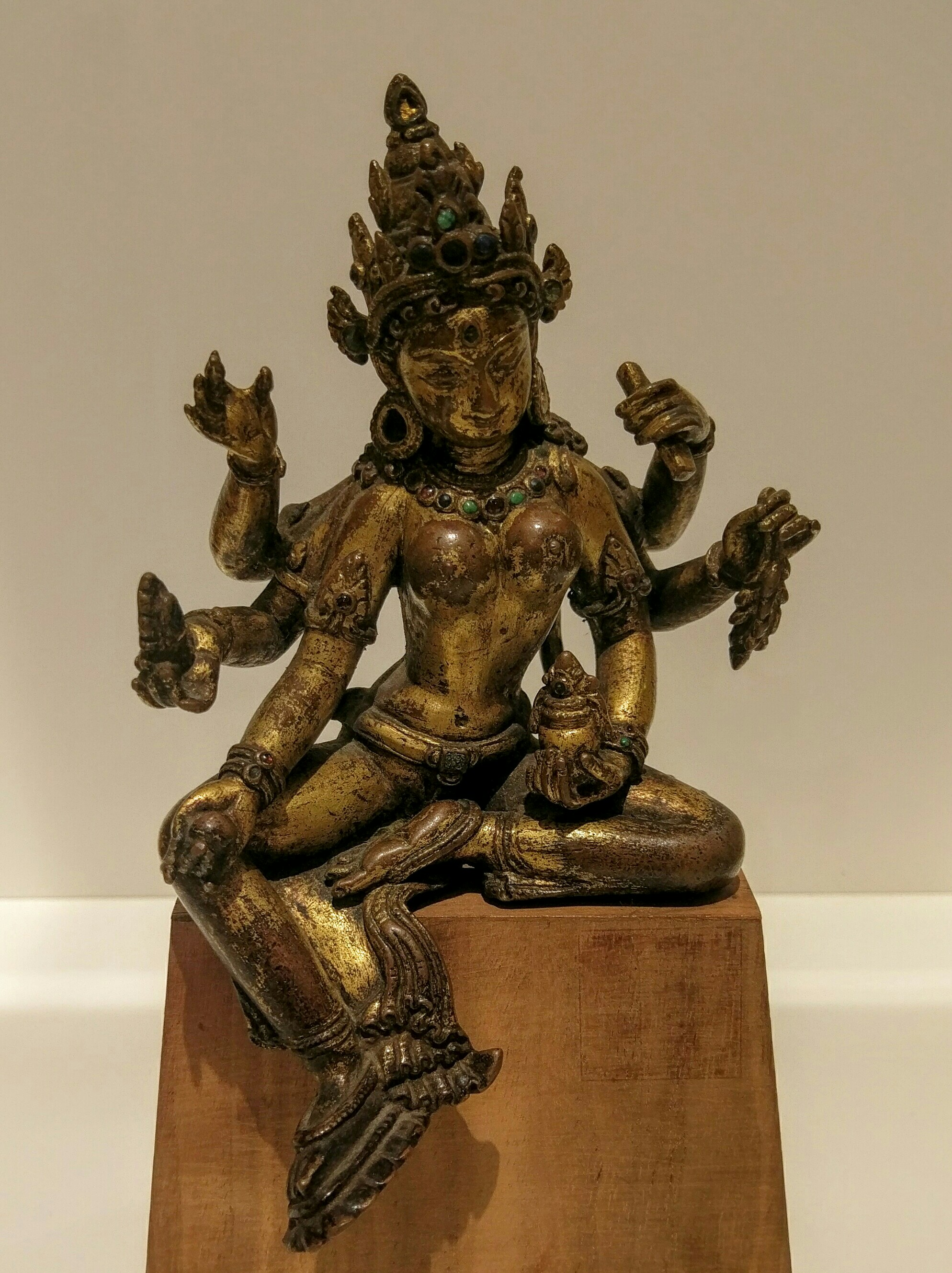
البرونز المذهب Vasudhara من نيبال، القرن الثاني عشر.

### الفن الآسيوي
بدأت المجموعة بهدية من الخزف الكوري من قبل القاضي إي بي وابنة مارجريت كروكر جيني كروكر فاسيت في عشرينيات القرن الماضي. تشتهر مجموعة الفن الآسيوي بمقتنياتها من أثاثات المقابر الصينية والسيراميك التجاري والدروع اليابانية وأدوات الشاي. يتم تمثيل جنوب وجنوب شرق آسيا بشكل جيد من خلال هدية ويليام وإديث كليري لأكثر من 600 لوحة ورسومات منمنمات هندية وفارسية، بالإضافة إلى الفن البوذي من المنطقة الواقعة بين باكستان وجنوب شرق آسيا.

### سيراميك
منذ منتصف القرن، تابع المتحف تطور فناني الخزف البارزين في كاليفورنيا، والأمريكيين، والعالميين مثل حمادة شوجي ولوسي ري. يتم استكشاف تاريخ السيراميك أيضًا من خلال مجموعة من أدوات المائدة الخزفية من ميسين التي تعود للقرن الثامن عشر وفي أعمال الثقافات القديمة التي تعود إلى العصر الحجري الحديث.

### الفن الأفريقي والمحيطي
تتميز مجموعة الفن الأفريقي والمحيطي بمجموعة متنوعة من الأشياء التي تم إنشاؤها للحياة اليومية والاحتفالات التقليدية. يتضح فن عصمت غينيا الجديدة بشكل لافت للنظر في النصب التذكارية الشاهقة للأسلاف، والتي تسمى أعمدة مكررة.

## معارض كروكر كينجسلي
أقام المتحف معرضًا كل سنتين بالتعاون مع نادي كينغسلي للفنون منذ عام 1927، وتم تحكيمه منذ عام 1940. ومن الفنانين الذين ظهرت أعمالهم روبرت أرنسون وإلمر بيشوف وديفيد جيلهولي ورالف جوينجز ورولاند بيترسن وميل راموس وفريتز شولدر وواين ثيبود.

## مباني المتحف

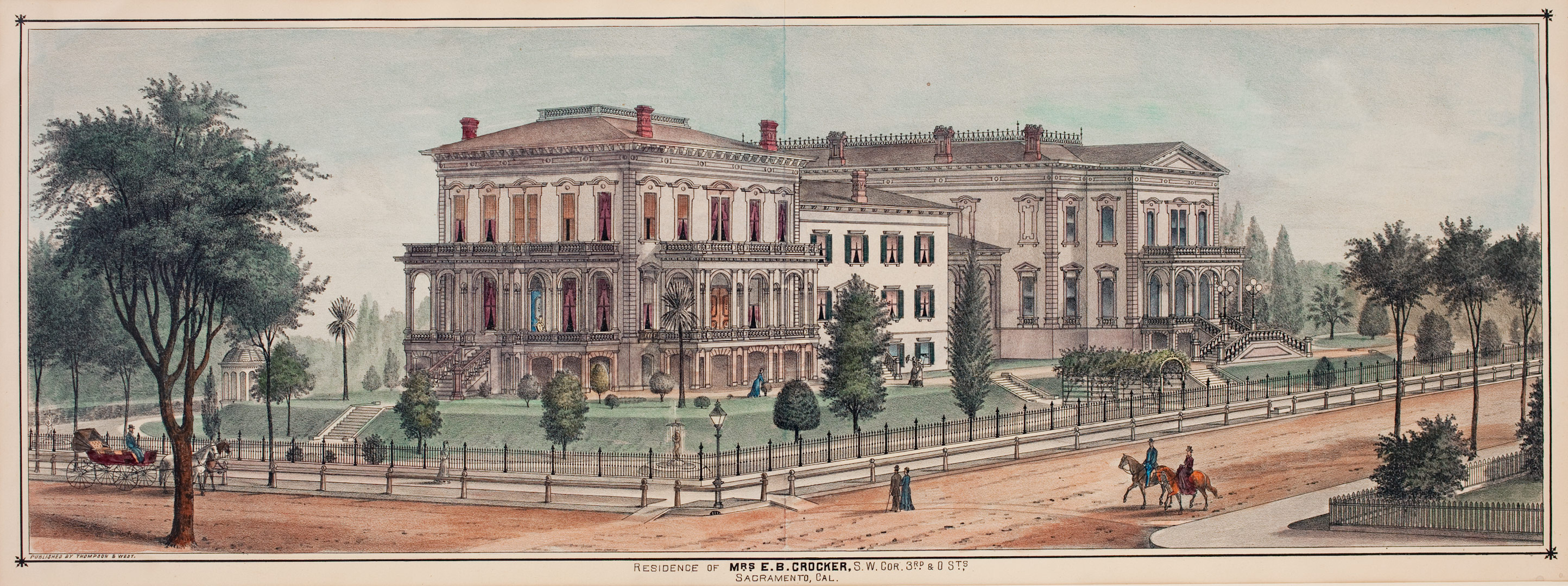

- قالب:Midsize

### قصر عائلة كروكر ومعرض فنون

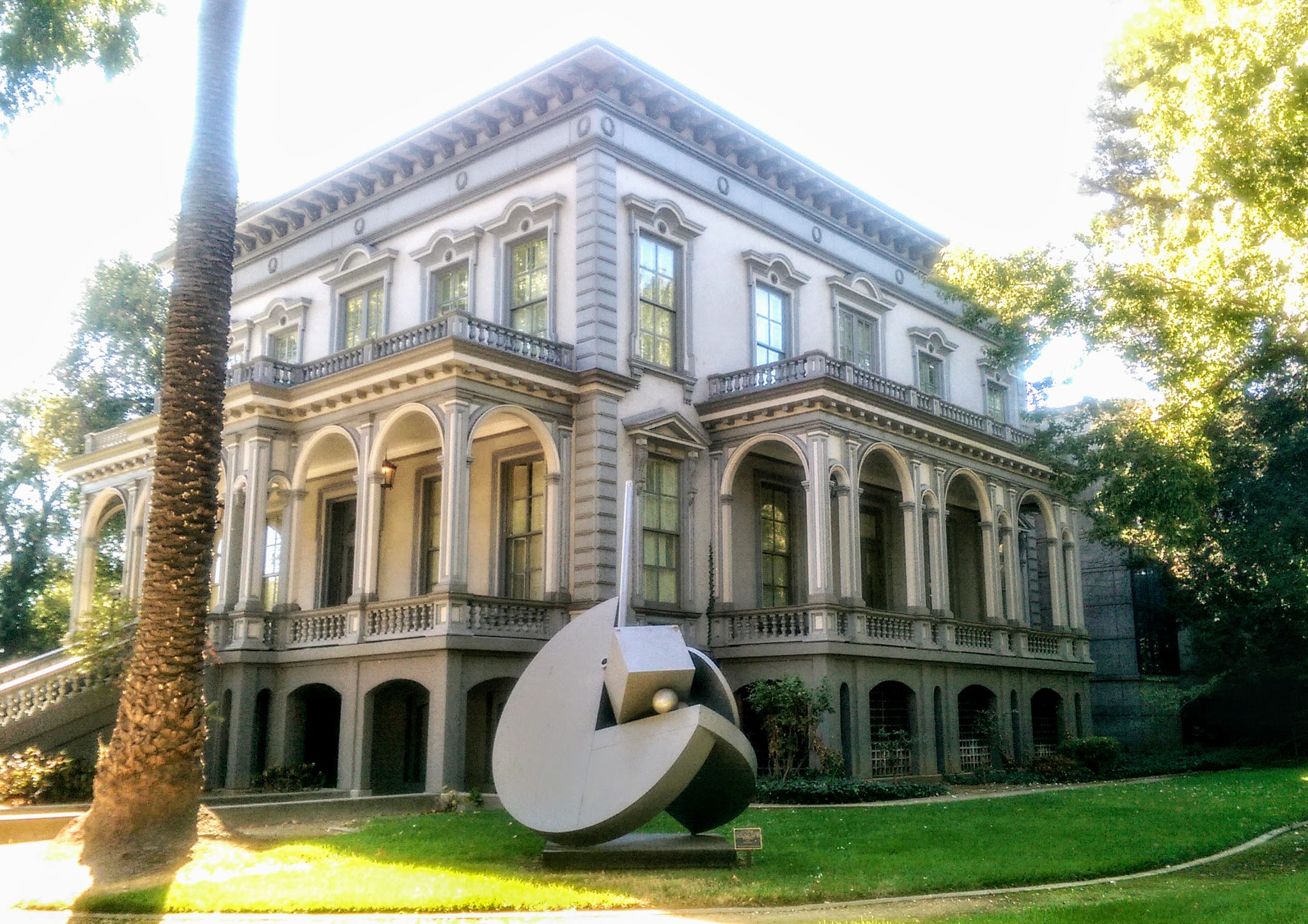
قصر عائلة كروكر، وهو الآن جزء من المتحف

في عام 1868، اشترى القاضي إدوين بي كروكر الممتلكات والمباني القائمة على ناصية شارعي ثيرد وأو. ثم كلف المهندس المعماري المحلي سيث بابسون (1830–1908) بإعادة تصميم المنزل وتجديده ليصبح قصرًا إيطاليًا أكبر. (كان بابسون قد صمم سابقًا المنزل المعروف الآن باسم قصر ليلاند ستانفورد في سكرامنتو. بالإضافة إلى ذلك، طلب كروكر من بابسون تصميم مبنى معرض متقن يقع بجوار القصر ويعرض المجموعة الفنية المتزايدة للعائلة.

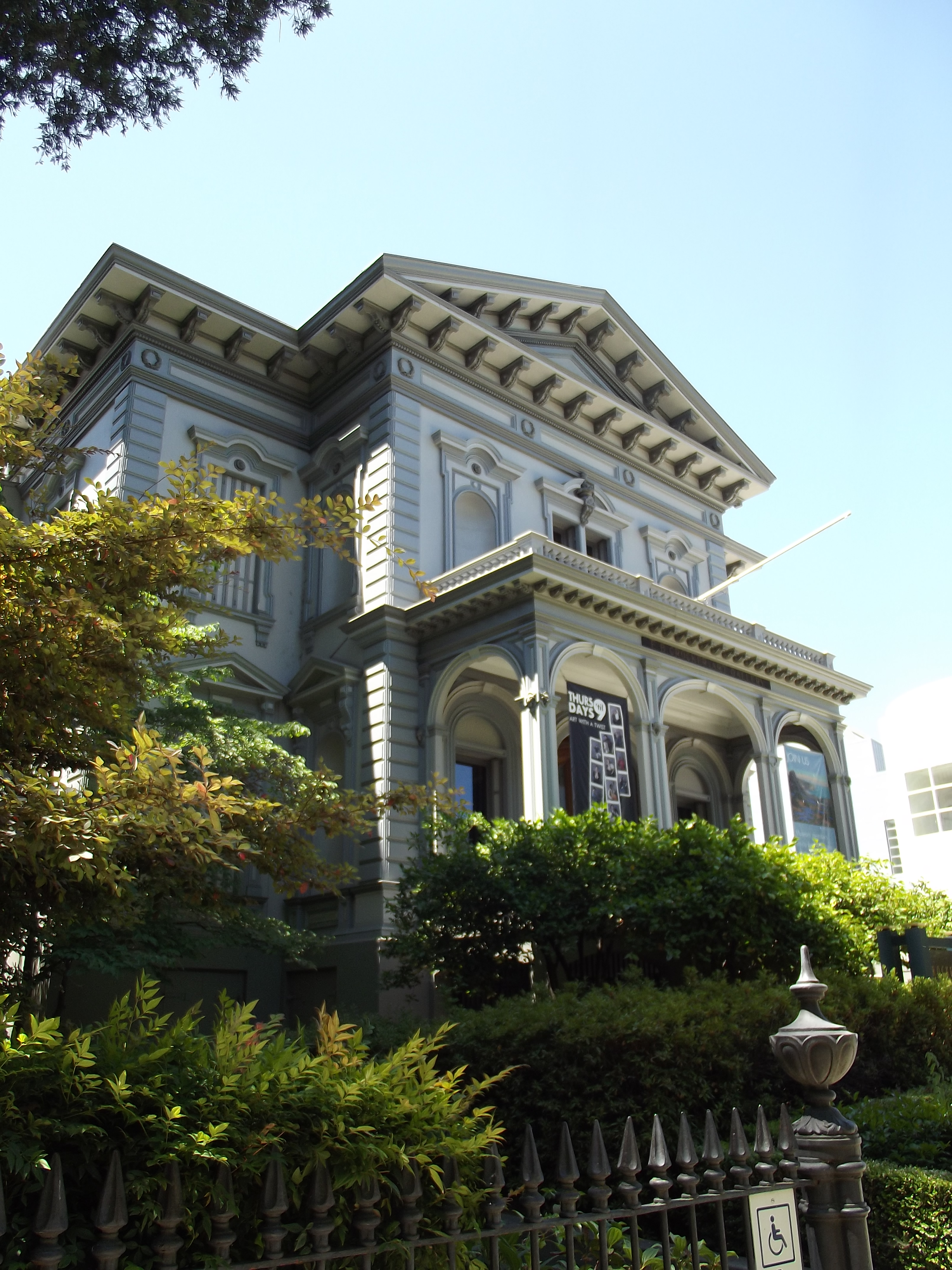
مبنى معرض الفنون التاريخي

رأى بابسون المنزل والمعرض كمجمع متكامل وفريد من نوعه في التصميم ويطالب بأجود المواد. يضم مبنى المعرض صالة بولينغ وحلبة تزلج وغرفة بلياردو في الطابق الأرضي، متحف التاريخ الطبيعي ومكتبة في الطابق الأول، ومساحة معرض في الطابق الثاني. تم الانتهاء من قصر عائلة كروكر والمعرض الفني في عام 1872، ويعتبران من روائع مسيرة بابسون المهنية.
مر قصر العائلة بالعديد من الاستخدامات وإعادة البناء حتى أعاد تجديد عام 1989 الواجهة التاريخية وإنشاء معرض داخلي حديث.

### توسع 2010
في 10 أكتوبر 2010، افتتح متحف كروكر للفنون مساحة جديدة 100,000 قدم مربع (9,300 م2) مبنى صممه جواثمي سييجل&أسوسييتس أسسه المهندس المعماري تشارلز غواثمي من مجموعة ذا نيو يورك فايف (بالإنجليزية: The New York Five)‏. تم تصميم نظام الواجهة المخصص وتوفيره من قبل شركة أوفرجرلد إل تي دي في هونغ كونغ. المبنى الجديد، المسمى تيل فاميلي بافيُّون (بالإنجليزية: Teel Family Pavilion)‏ ملحق بهياكل المتحف التاريخية.
تضاعف حجم التوسع أكثر من ثلاثة أضعاف حجم كروكر، من 45,000 إلى 145,000 قدم مربع (4,200 إلى 13,500 م2)، بإضافة أربعة أضعاف مساحة المعارض المتنقلة وثلاثة أضعاف مساحة المتحف لعرض مجموعته الدائمة. استوعب المتحف الأصلي 4 في المائة فقط من مجموعة المتحف، تم عرض 15 بالمائة عند افتتاح القسم الجديد.

يتضمن المتحف الموسع مركزًا تعليميًا جديدًا به أربعة فصول دراسية للفنون الاستوديو، وغرفة موارد تعليمية فنية للمعلمين والوثائق، ومكتبة موسعة، وصالات معارض للطلاب والمجتمع، بالإضافة إلى قاعة وأماكن للتجمع العام.

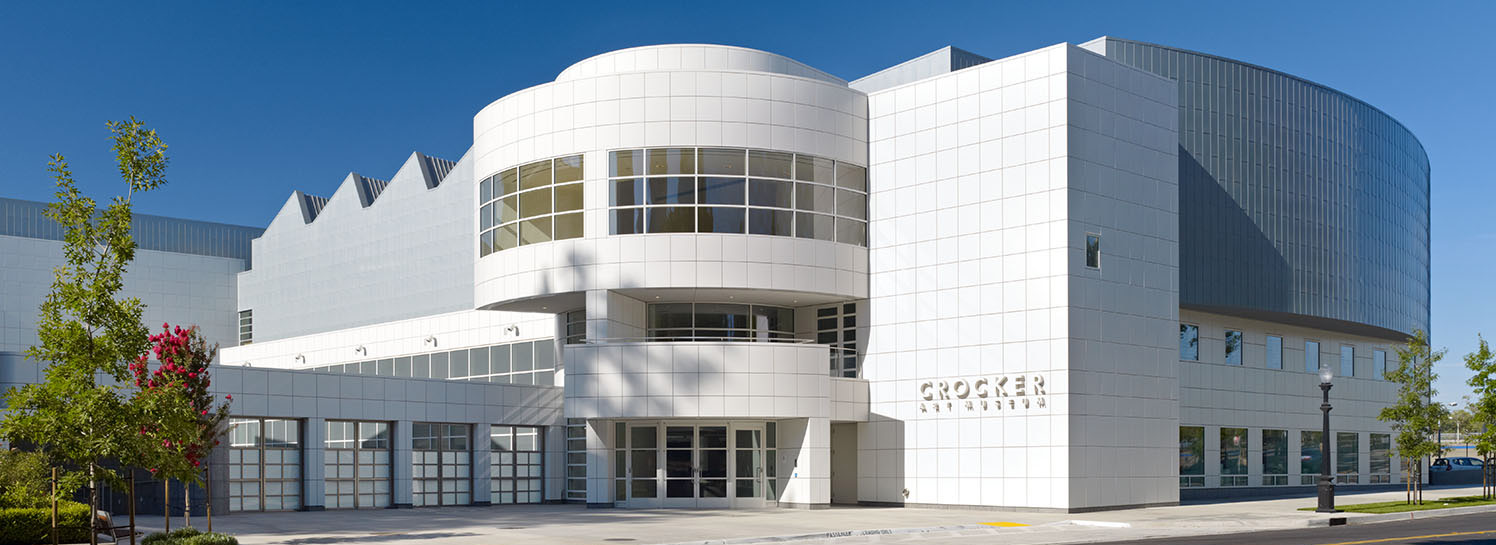
جناح عائلة تيل، الجناح الجديد لمتحف كروكر للفنون.

## المجموعة المختارة

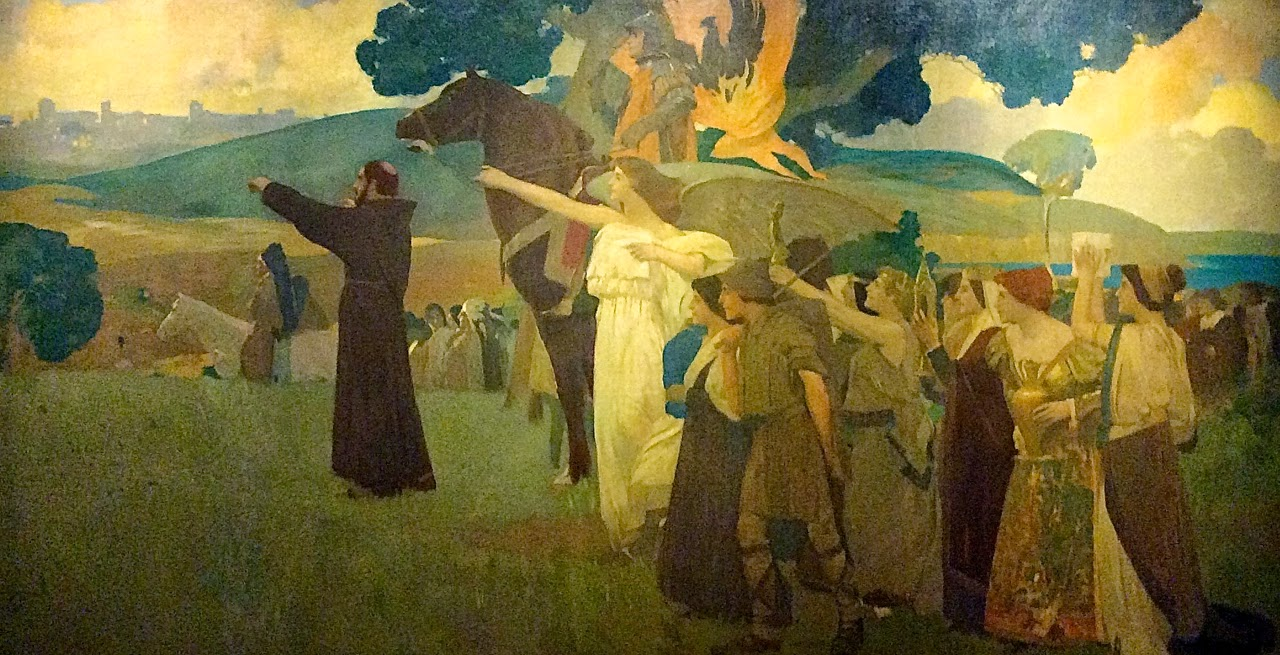
آرثر فرانك ماثيوز، رؤيا القديس فرنسيس، ١٩١١

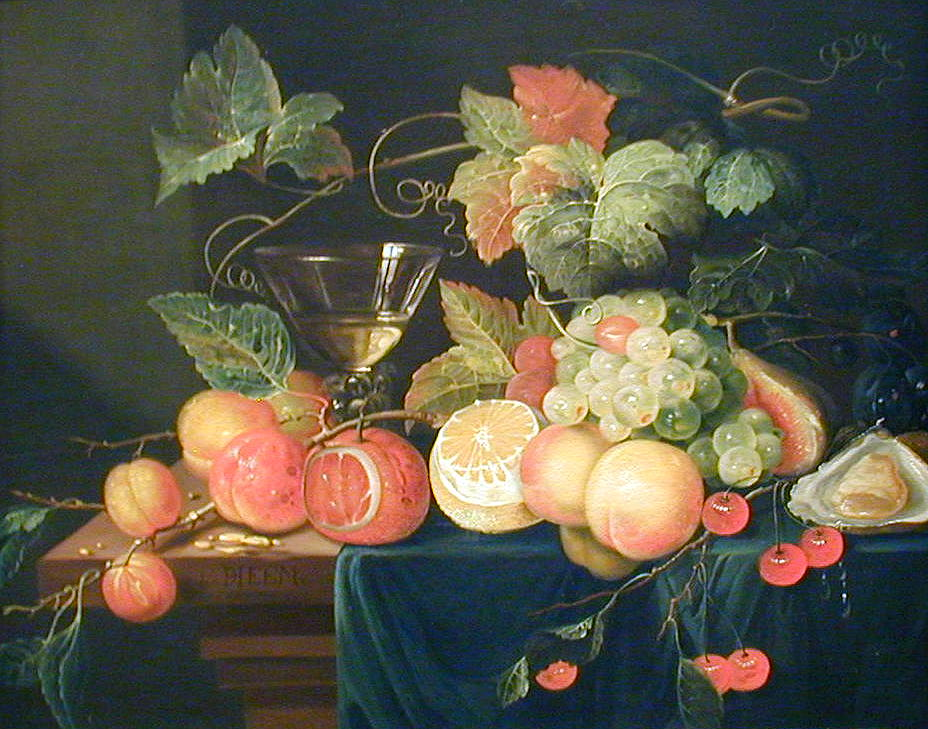
ديفيد دي هيم الأول (1570 - 1632)، لا تزال الحياة مع الفاكهة
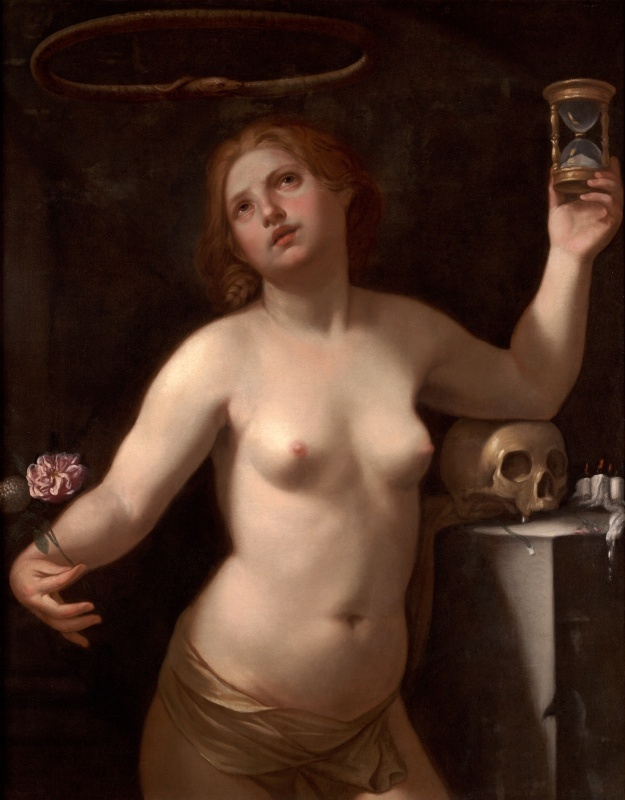
يُنسب إلى جويدو كاجناتشي، قصة الحياة، القرن السابع عشر
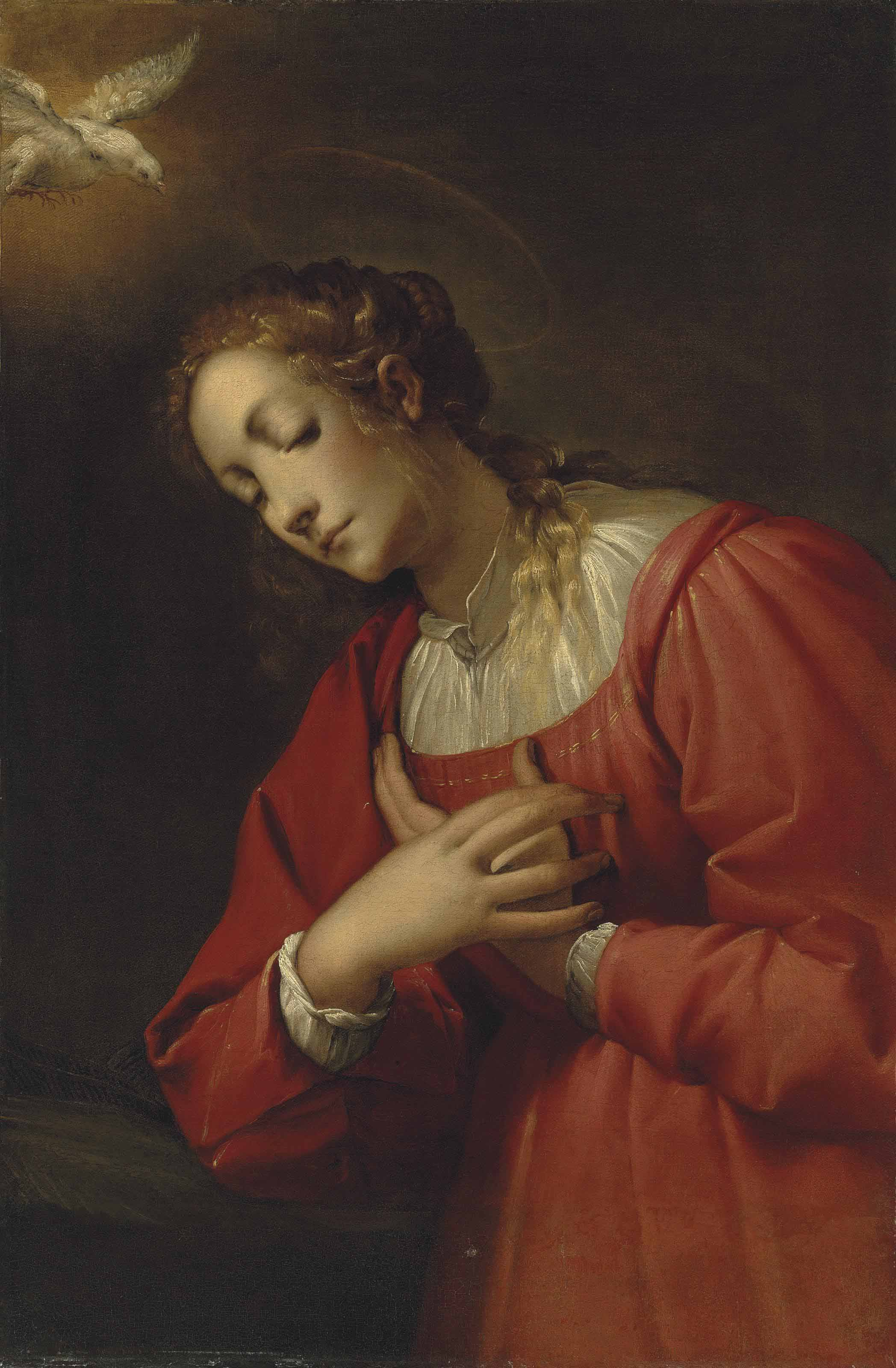
Pier Francesco Mazzucchelli (المسمى Il Morazzone)، إعلان العذراء، 1605-1609
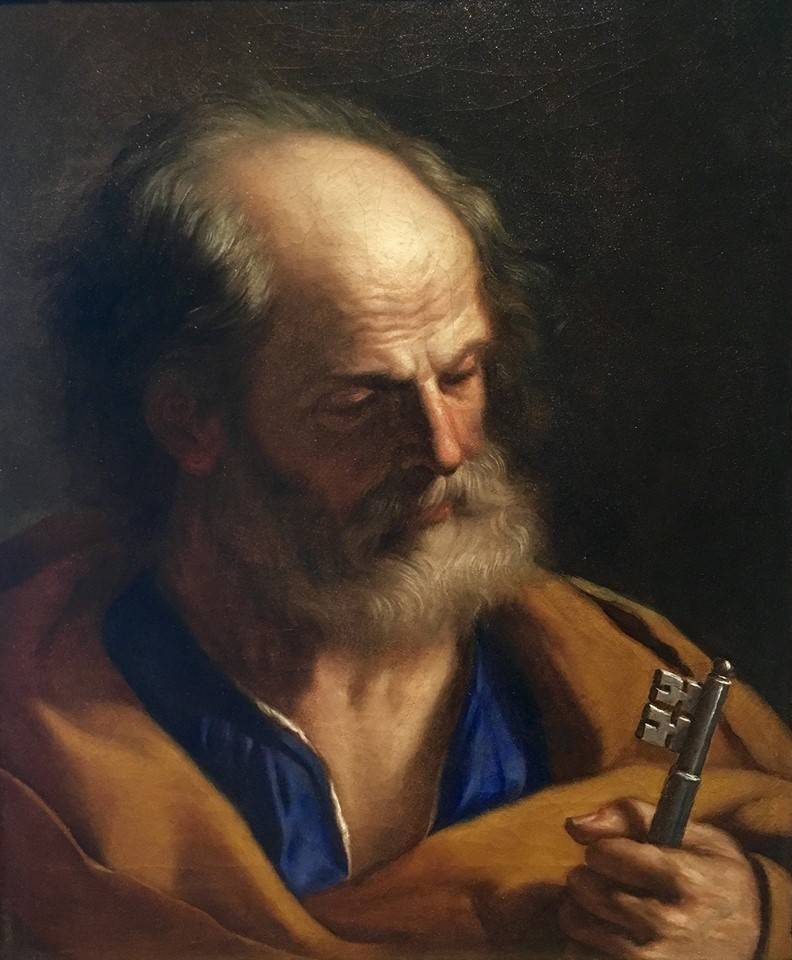
جويرسينو، القديس بطرس 1650
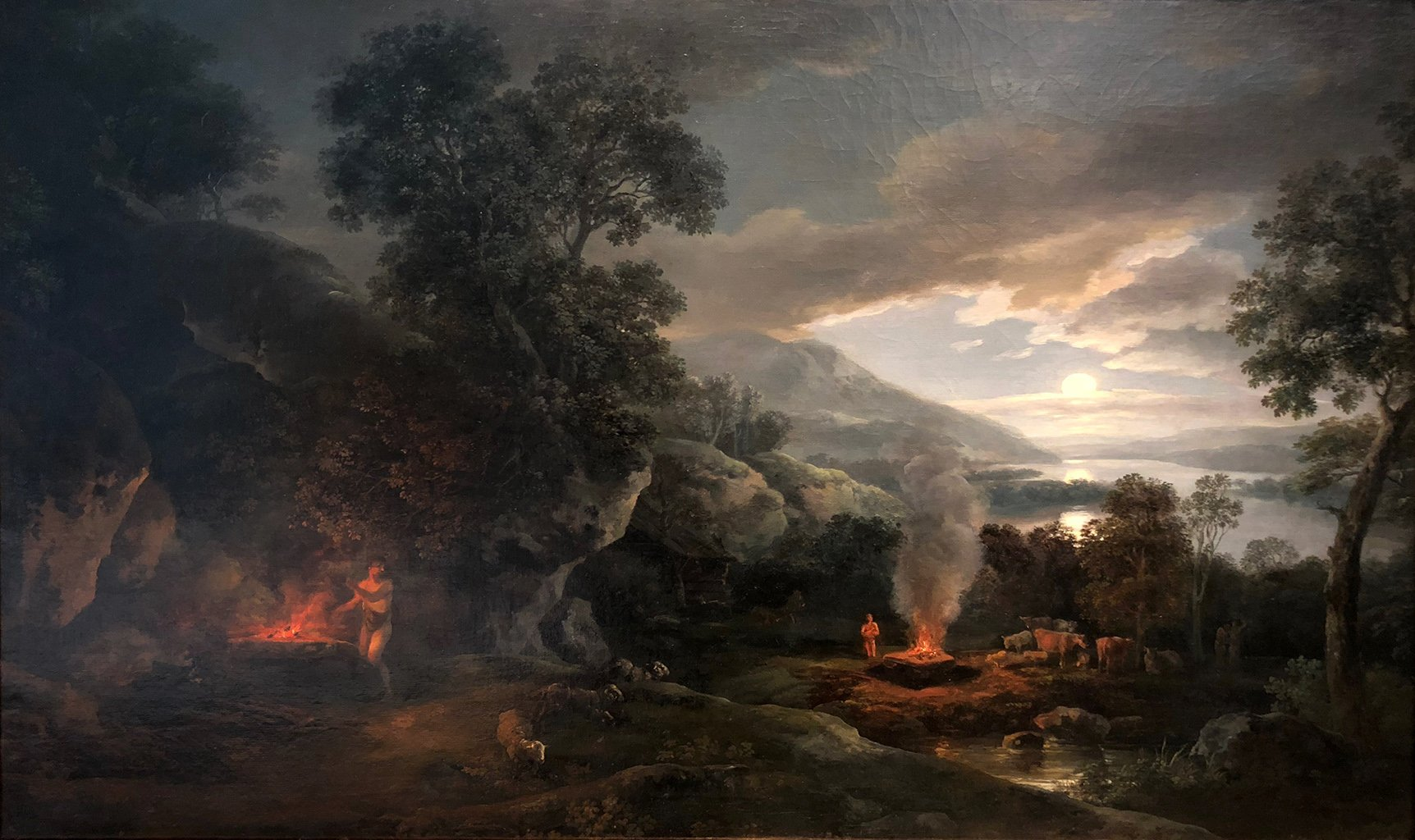
كلود جوزيف فيرنيه (1714-1789)، قابيل وهابيل يقدمان تضحياتهما
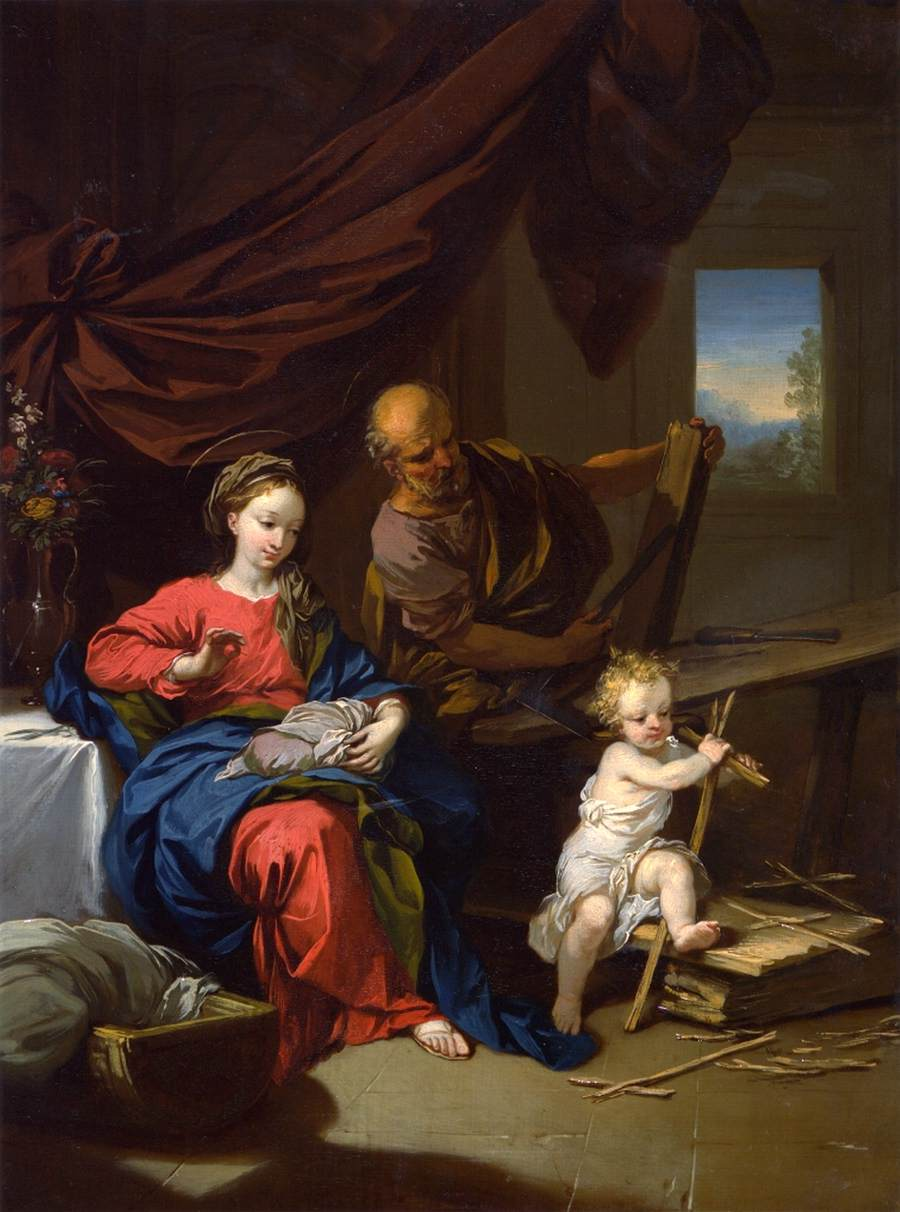
كريستيان فيلهلم إرنست ديتريش، العائلة المقدسة في متجر نجار، ج. 1746
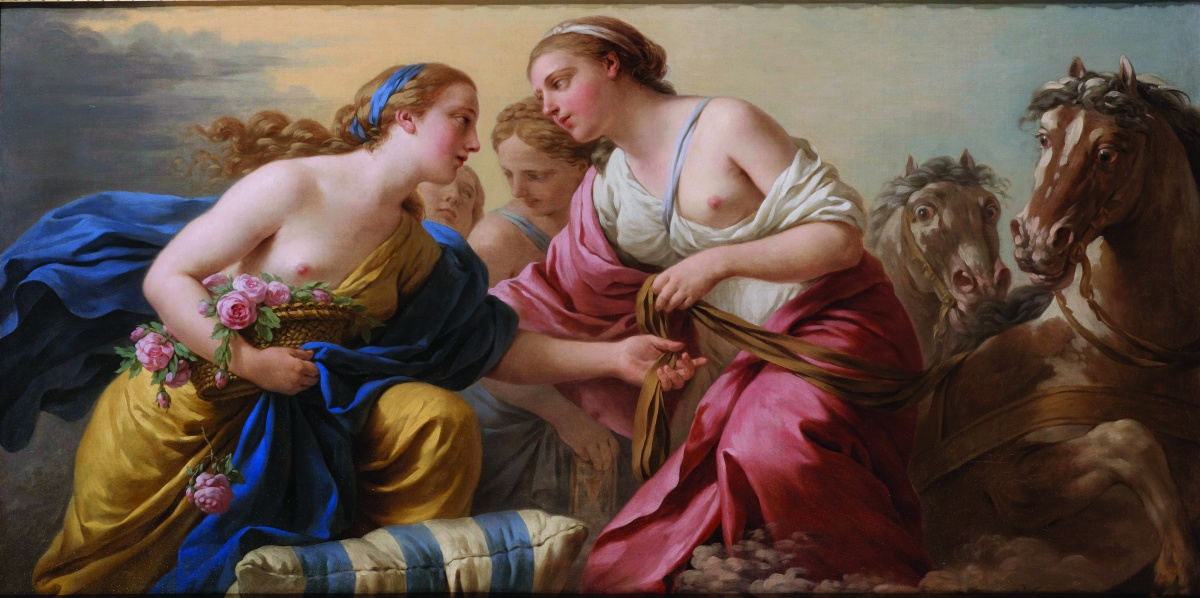
لويس جان فرانسوا لاغرينه، Break of Dawn، 1772
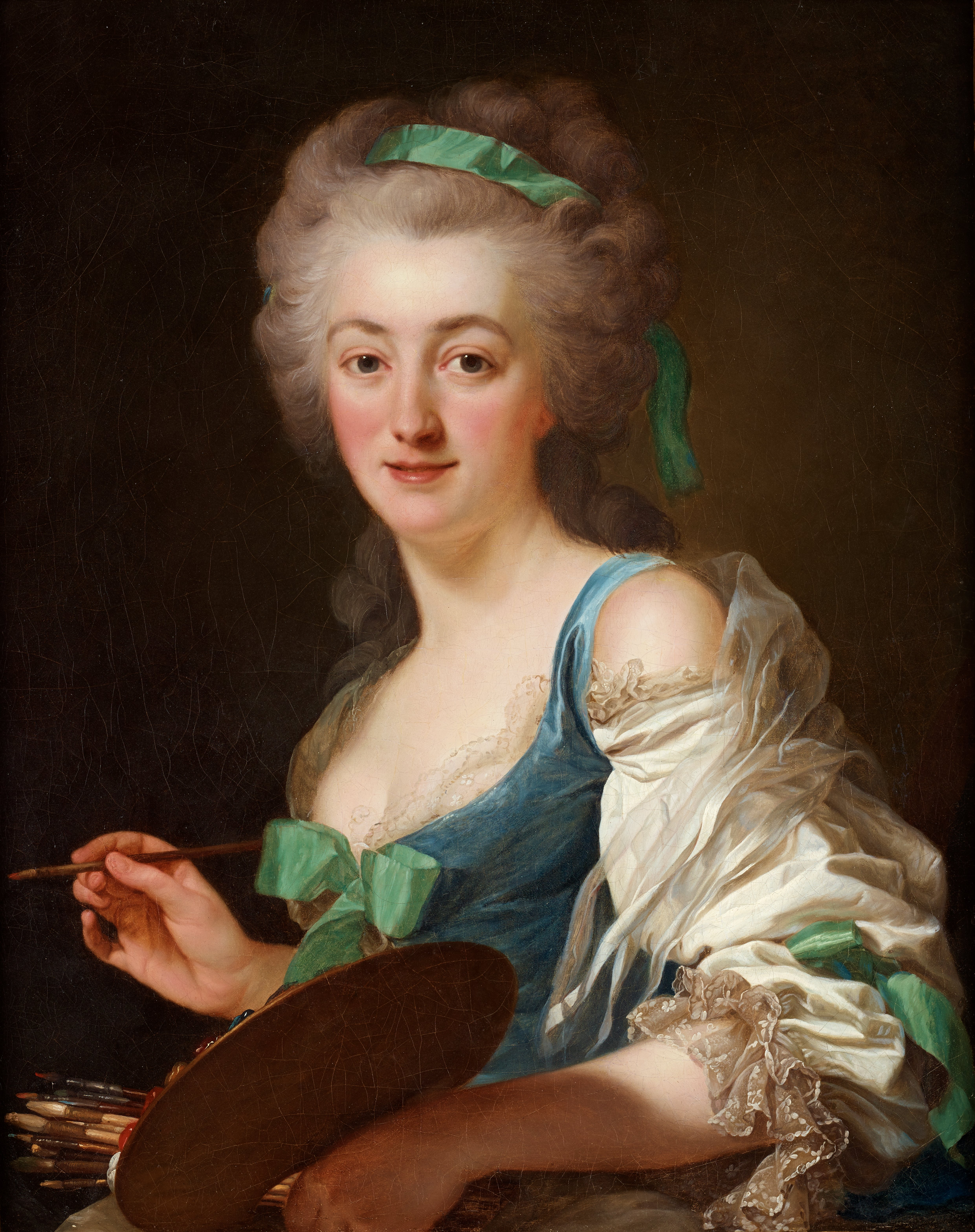
الكسندر روزلين، آن فالاير كوستر، 1783
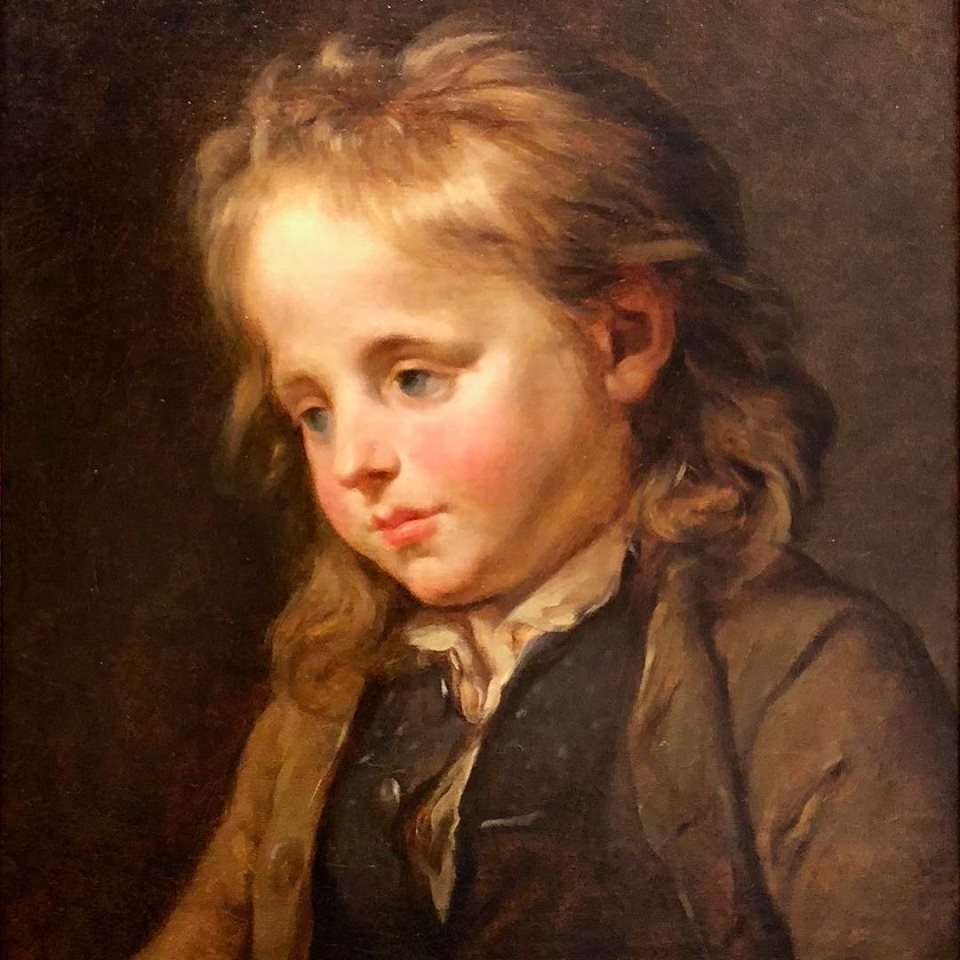
بيير الكسندر ويلي (1748-1837)، صورة لصبي صغير
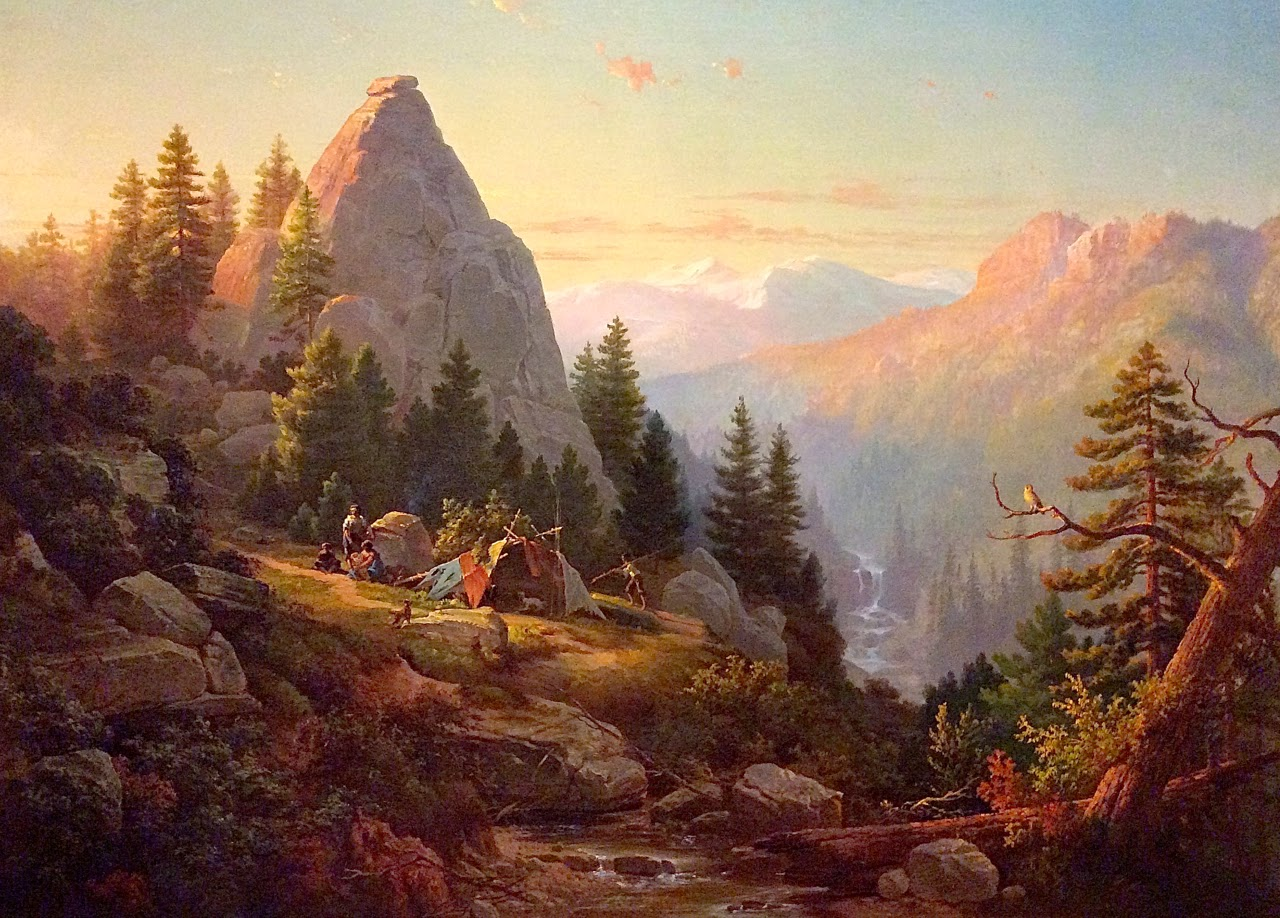
توماس هيل، قمة شوغار لوف، مقاطعة إلدورادو، ١٨٦٥
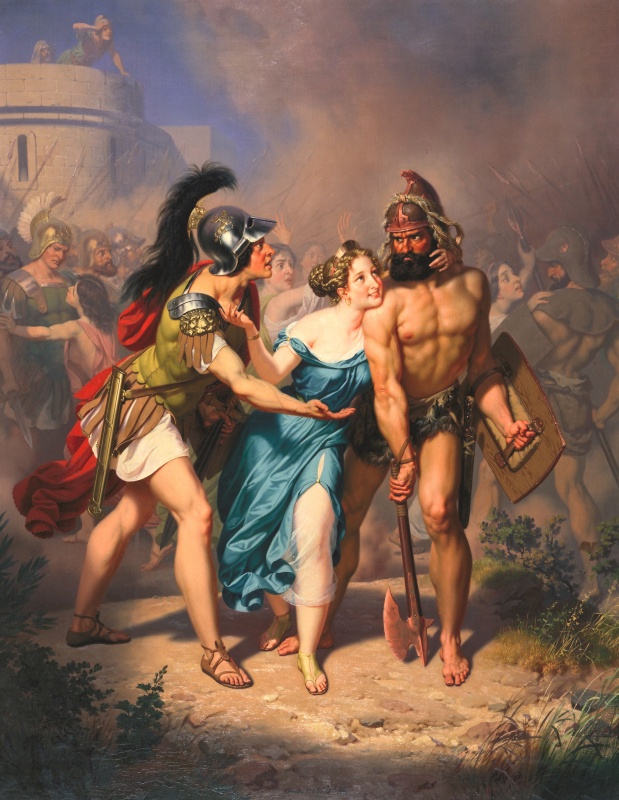
تشارلز كريستيان ناهل، اغتصاب سابين - الغزو، 1871
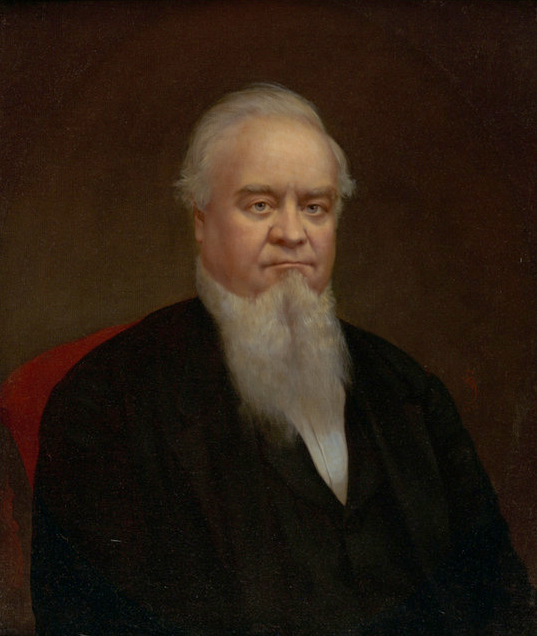
ستيفن ويليام شو، إي بي كروكر، 1872
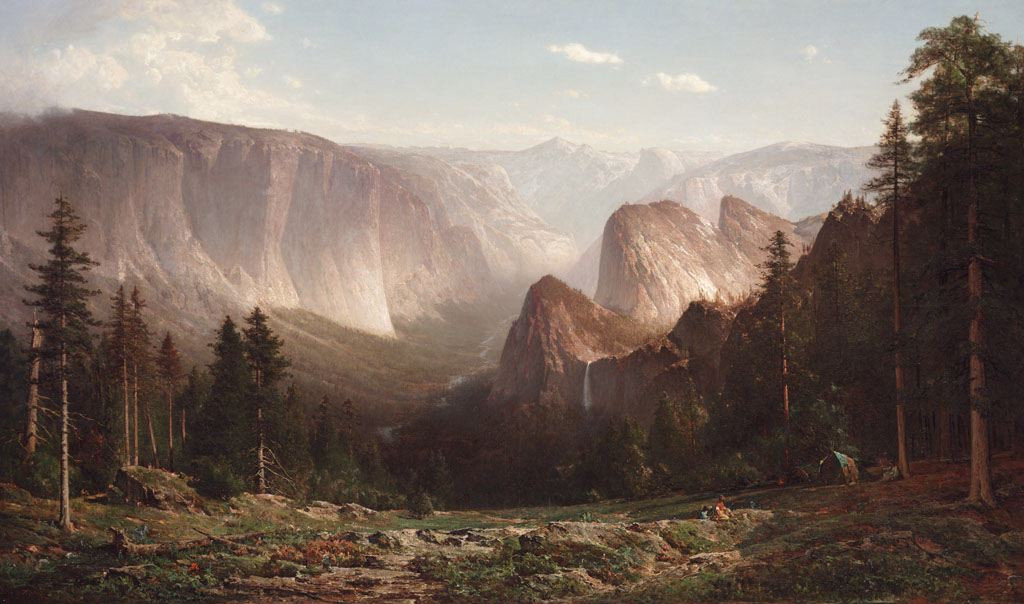
توماس هيل، وادي سييرا العظيم، يوسمايت، 1872
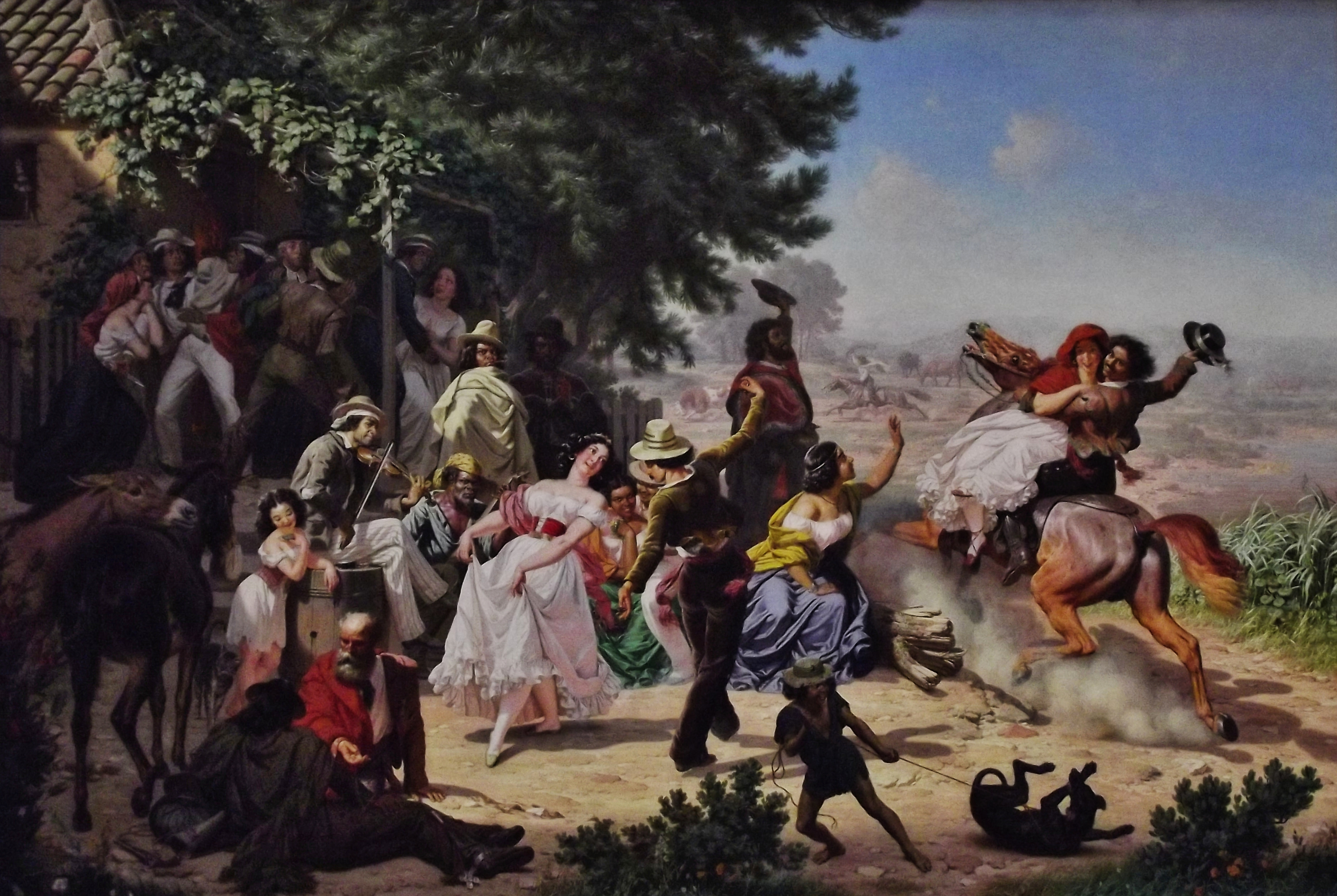
تشارلز كريستيان ناهل، فاندانغو 1873
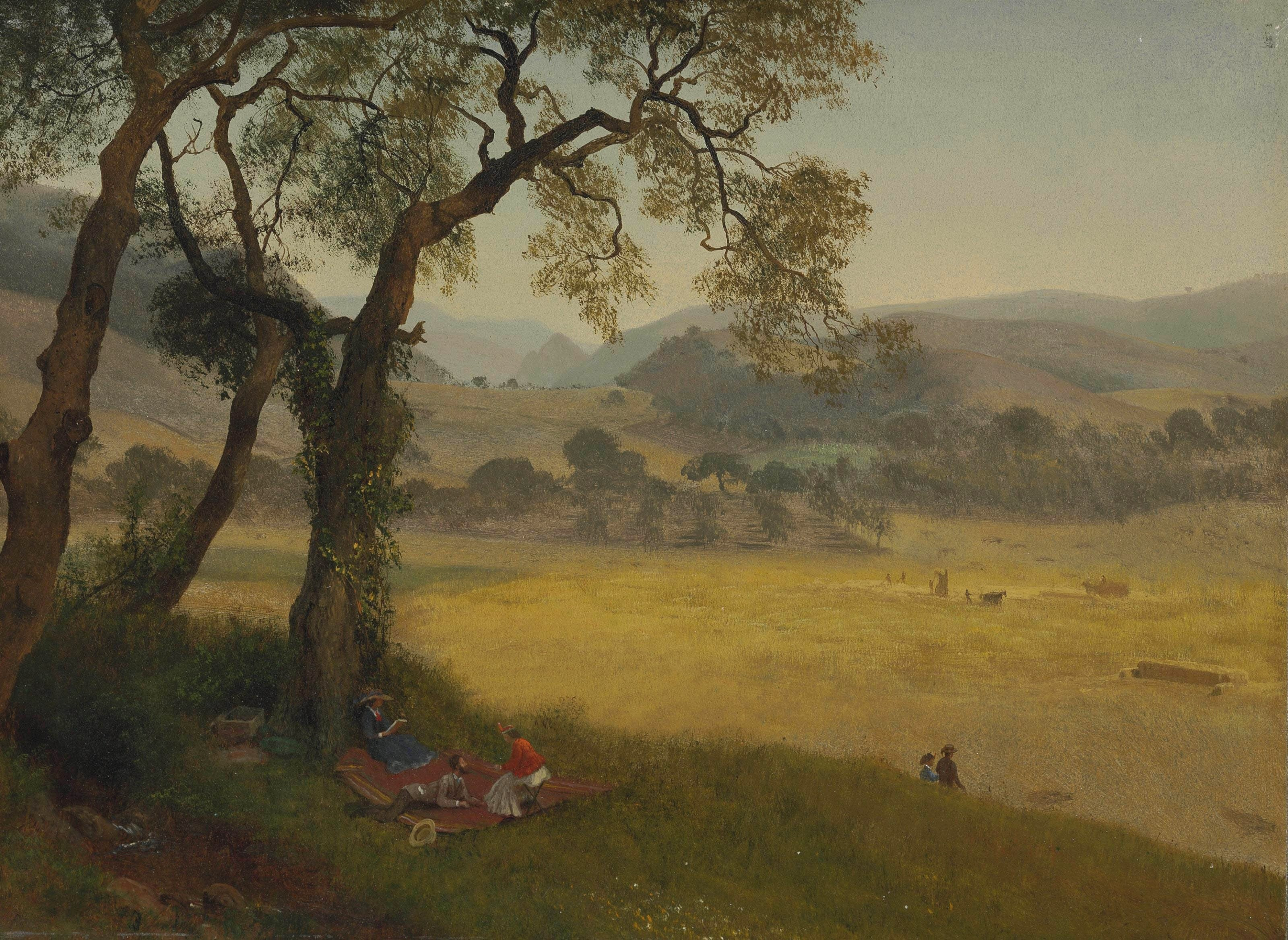
ألبرت بيرشتات، يوم صيفي ذهبي بالقرب من أوكلاند، ١٨٧٣
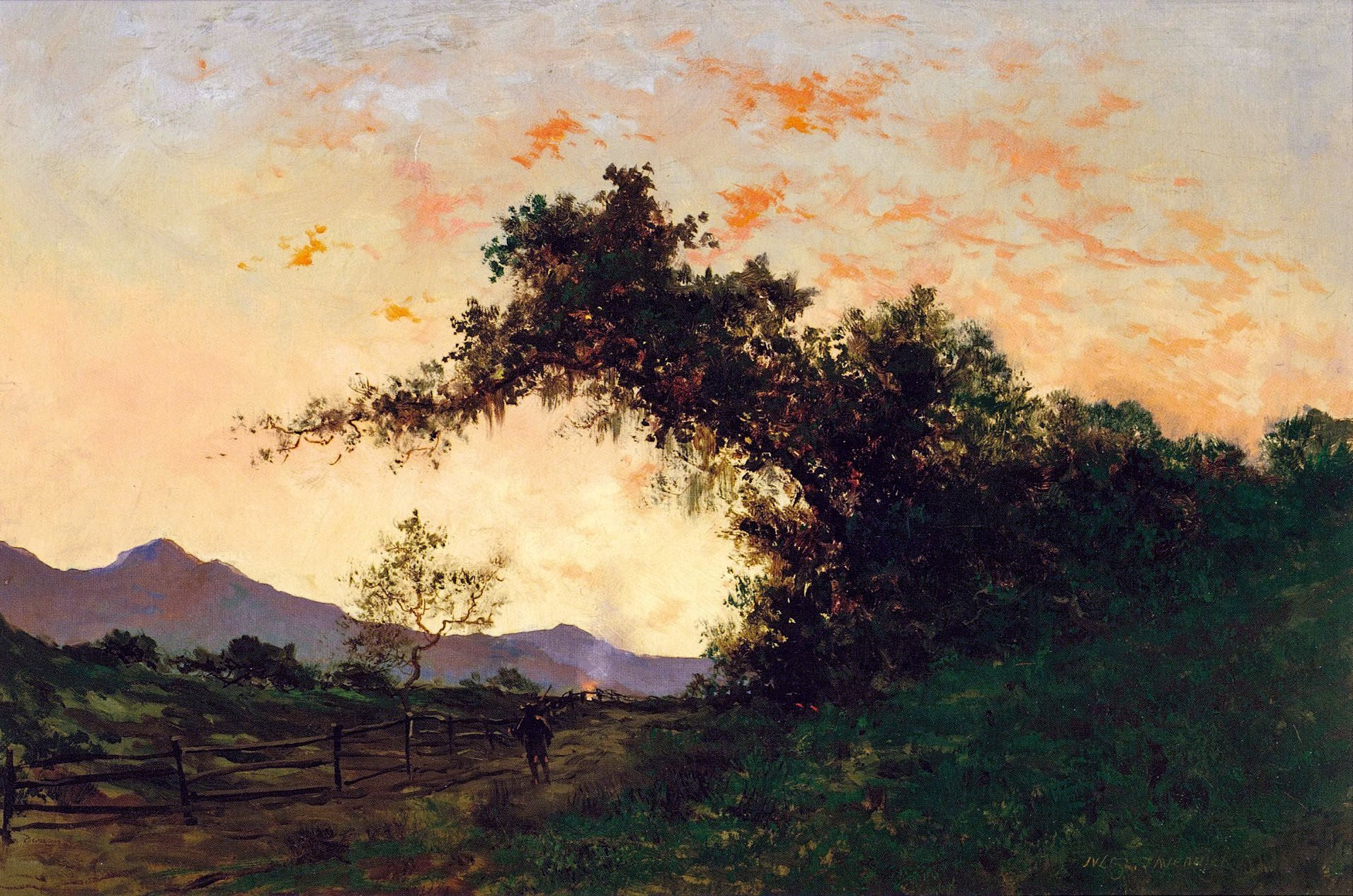
Jules Tavernier، Marin Sunset in Back of Petaluma، أوائل ثمانينيات القرن التاسع عشر
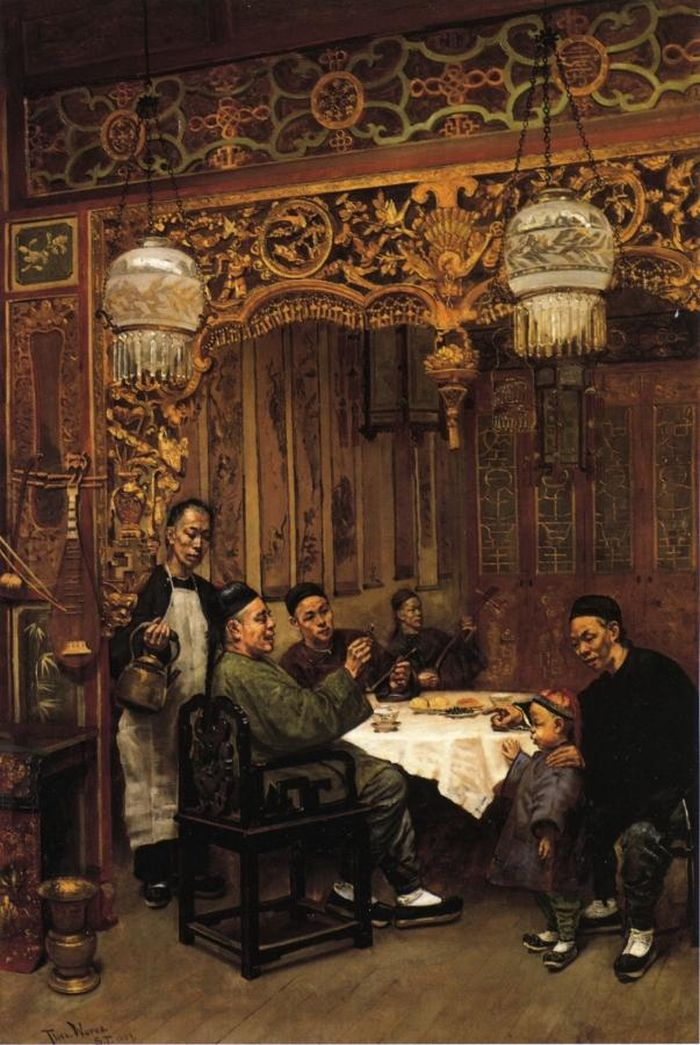
ثيودور ووريس، مطعم صيني، 1884
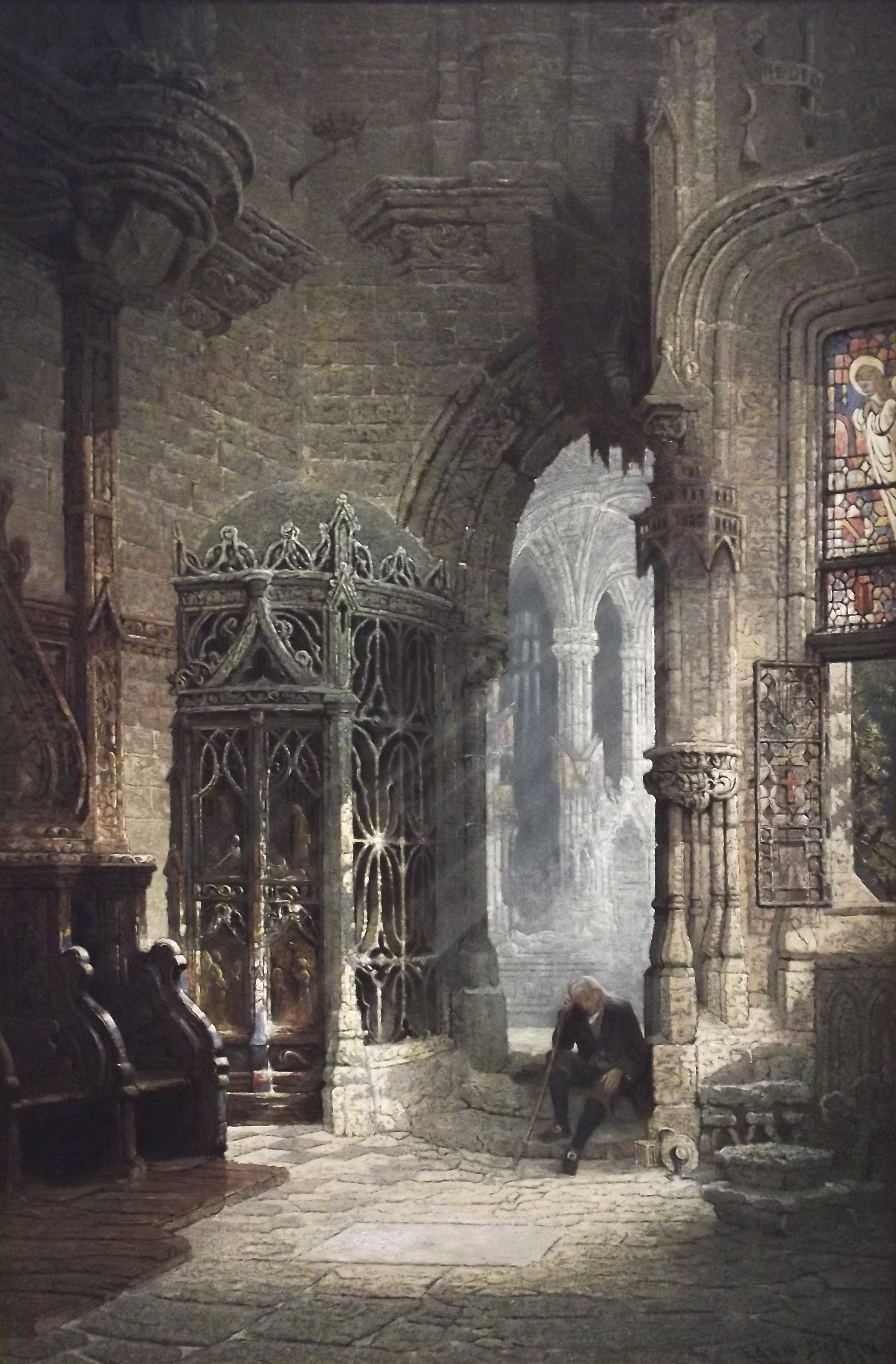
إدوين ديكين، ستأتي غدًا 1888
إدوارد أنطوان مارسال، في استوديو الفنان، ١٨٨٩إدوارد أنطوان مارسال، في استوديو الفنان، ١٨٨٩
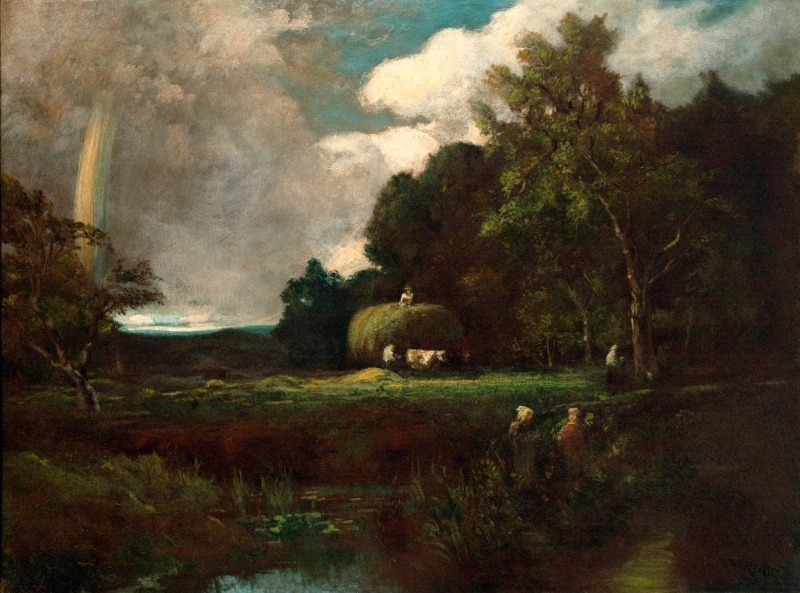
ويليام كيث، بعد مطر كاليفورنيا، 1890
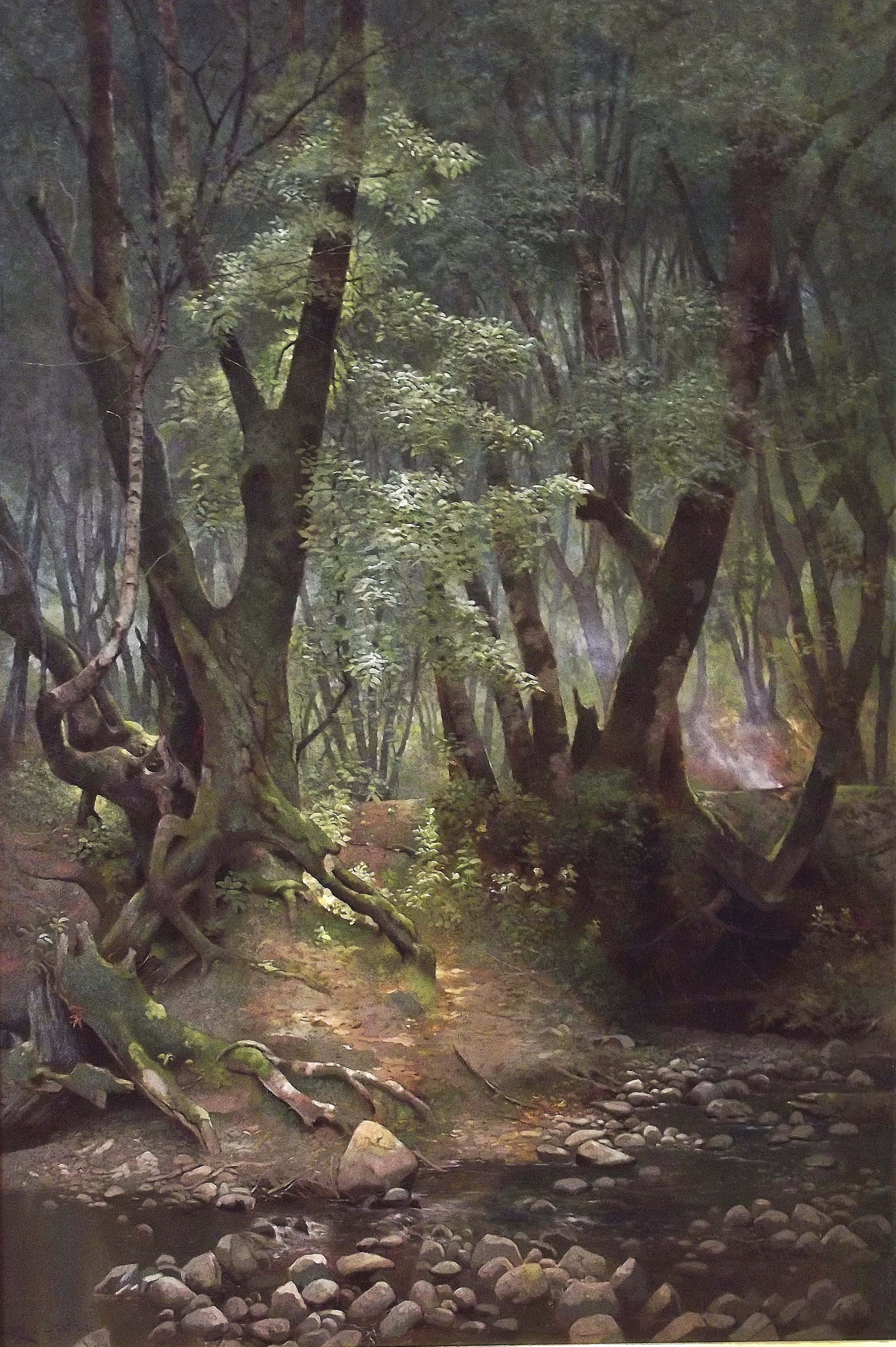
إدوين ديكين، ستروبيري كريك، بيركلي، 1892
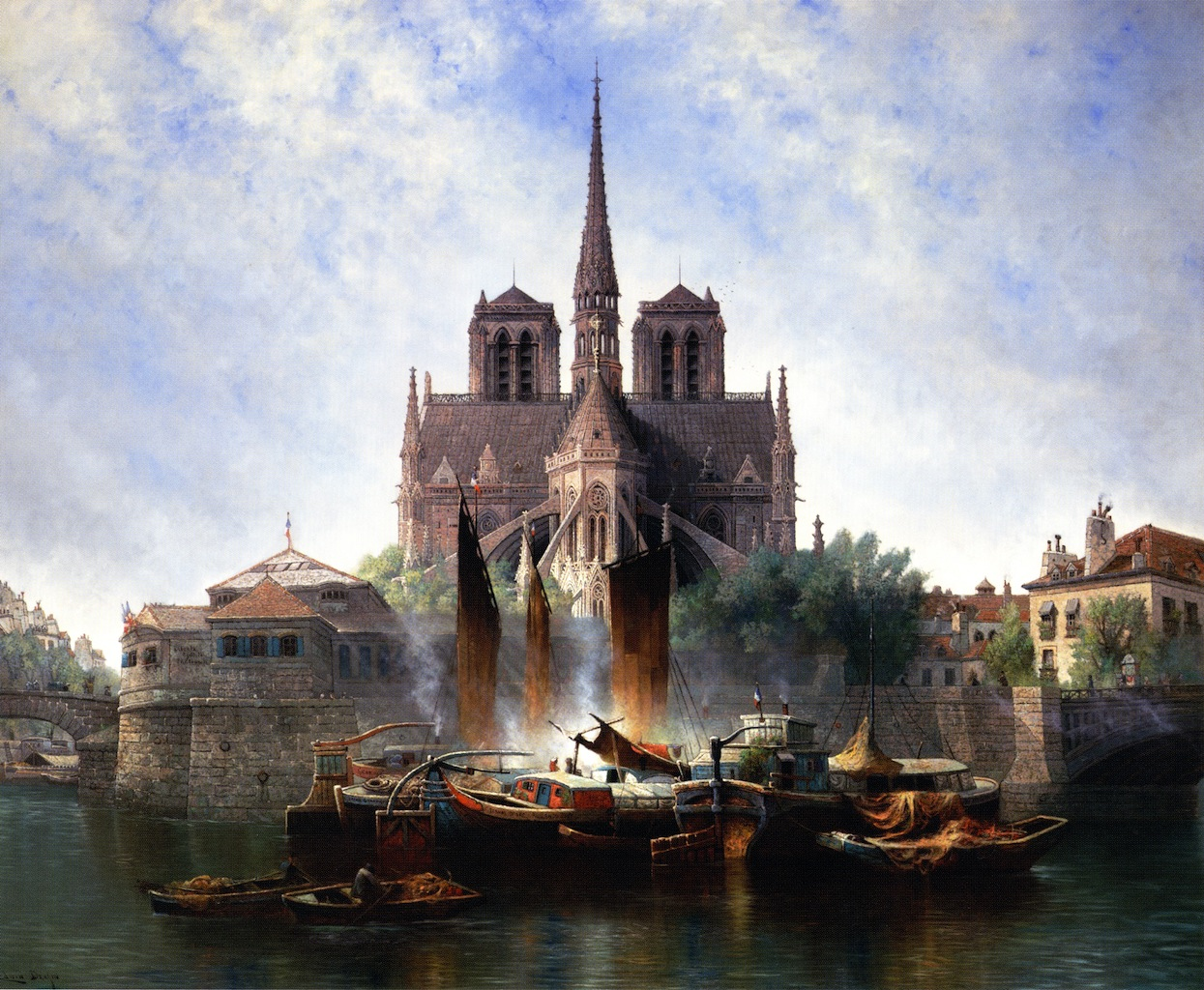
إدوين ديكين، نوتردام، باريس، 1893
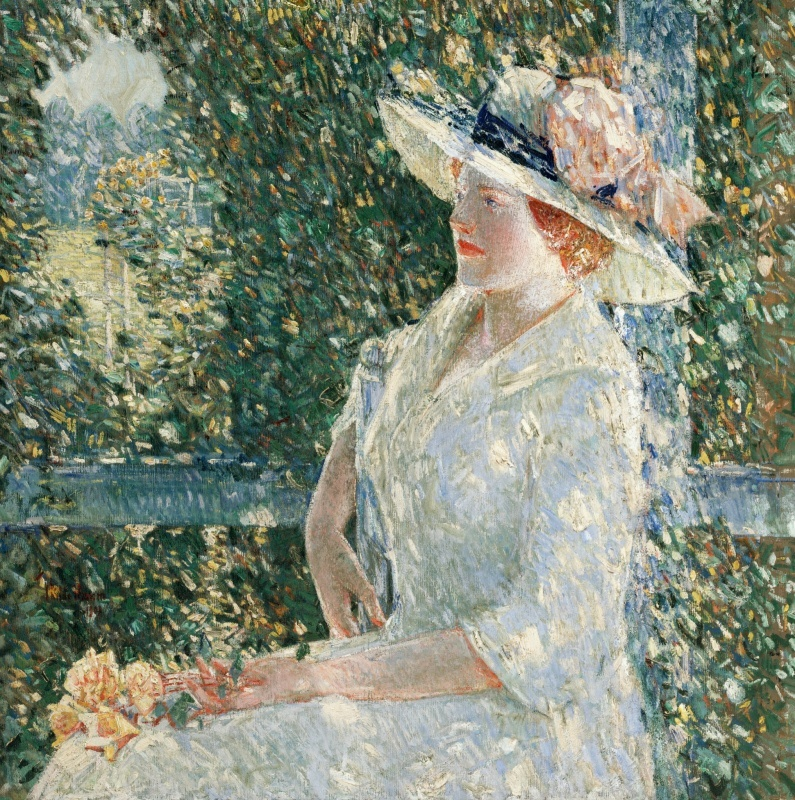
تشايلد حسام، صورة خارجية لملكة جمال وير، 1909
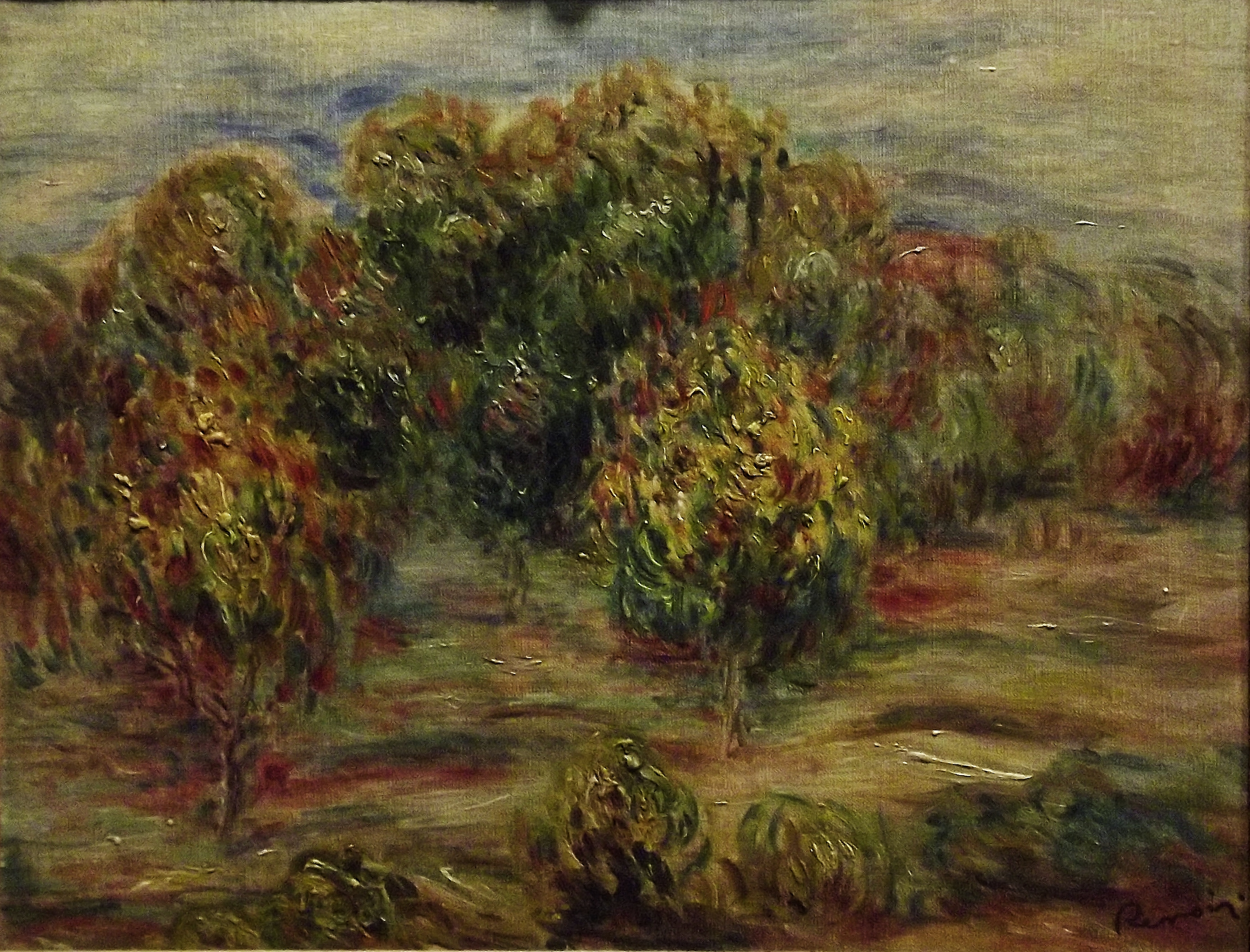
بيير أوغست رينوار، Cagnes Landscape، 1910
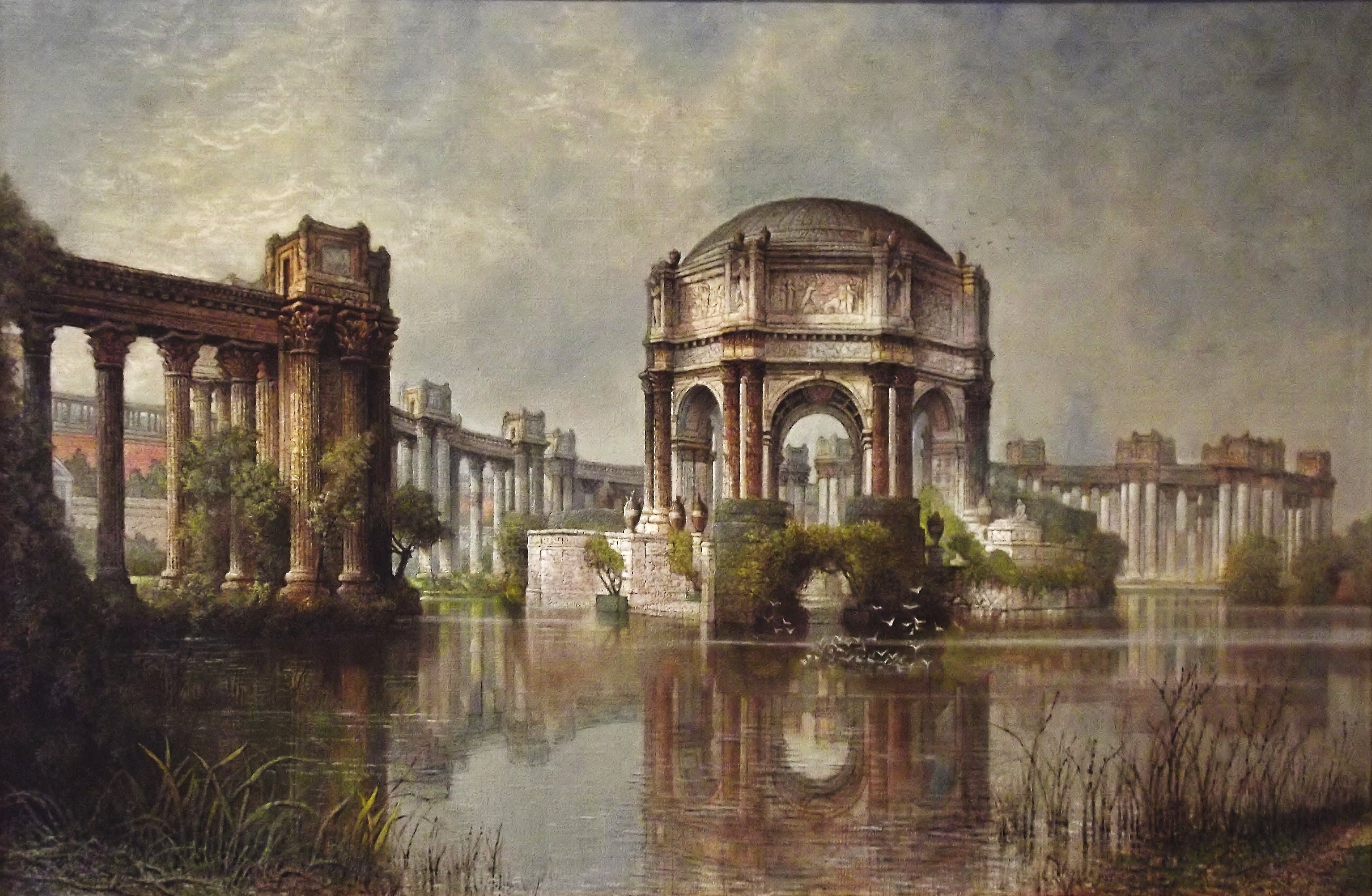
إدوين ديكين، قصر الفنون الجميلة والبحيرة، 1915
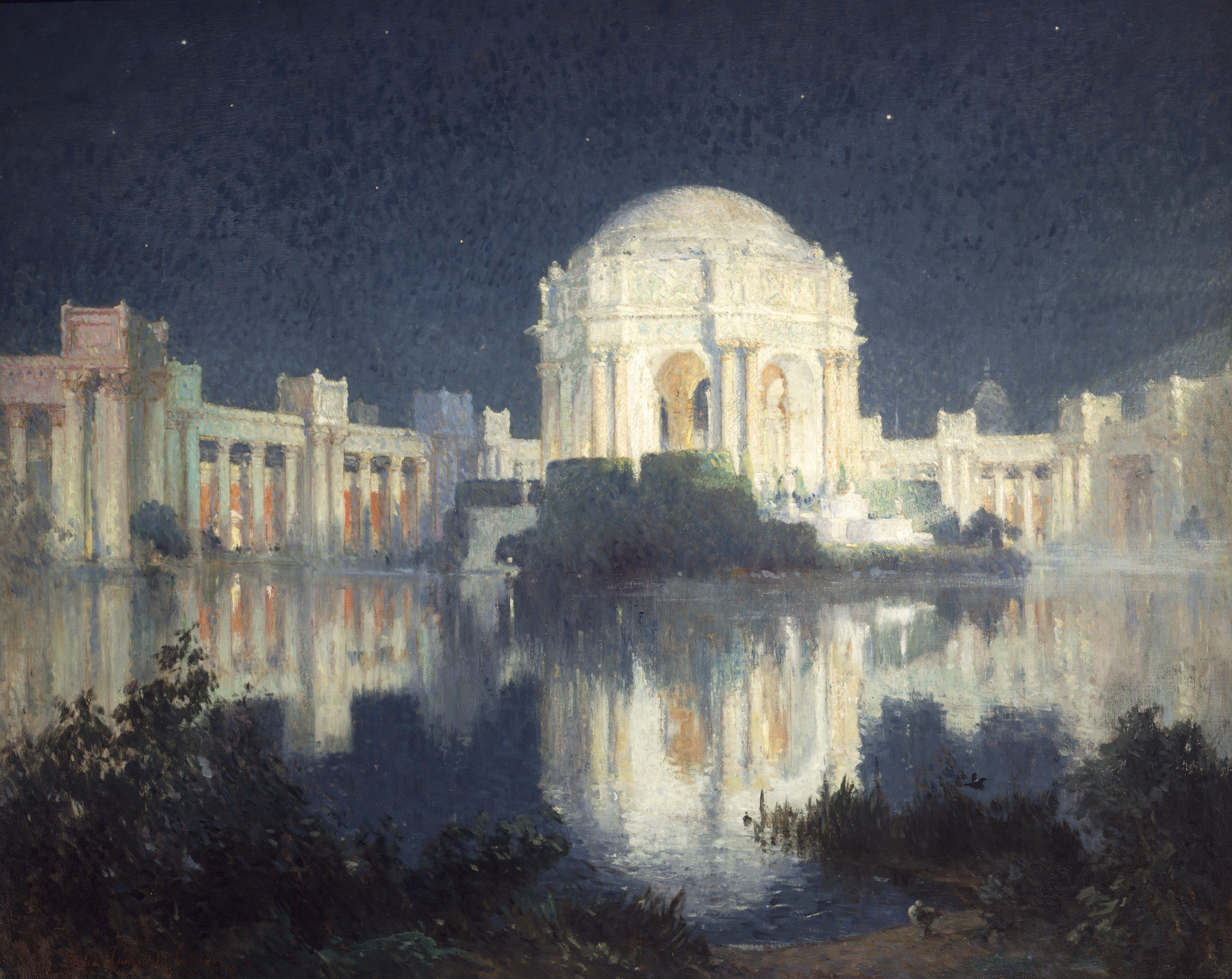
كولين كامبل كوبر، قصر الفنون الجميلة، سان فرانسيسكو، 1916
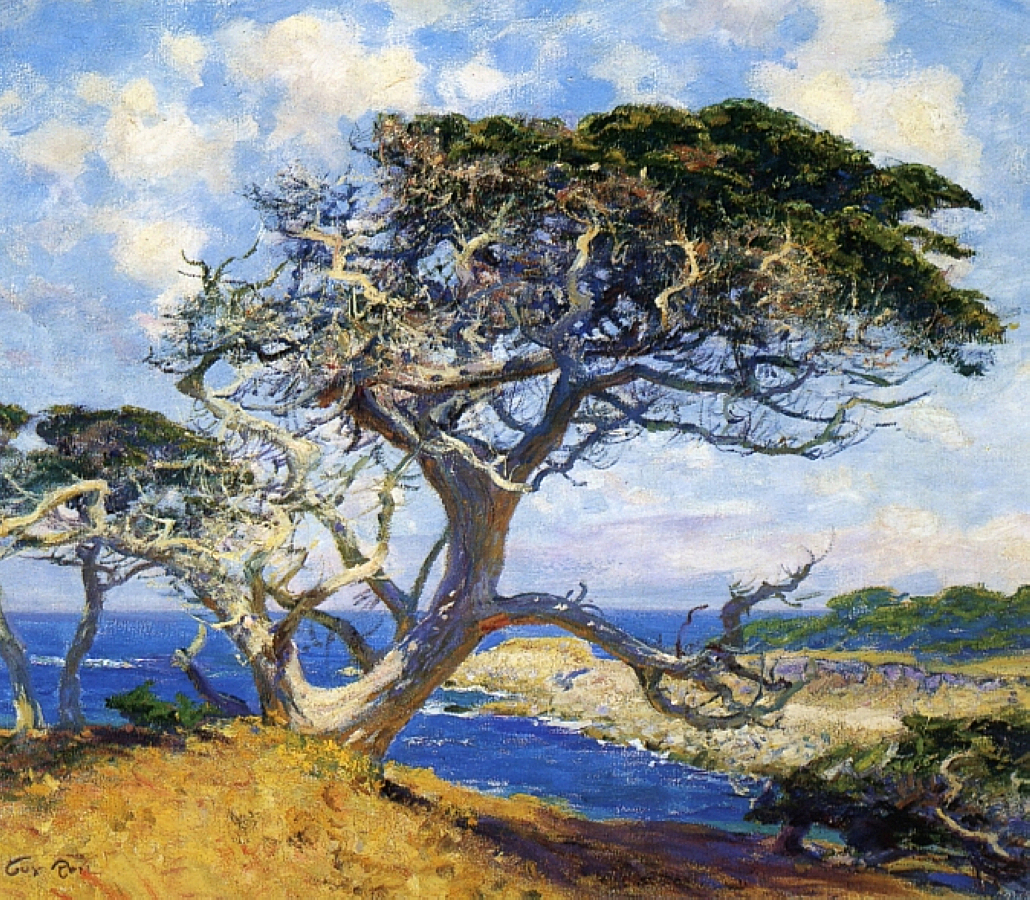
جاي روز، مونتيري سيبريس، ج. 1918
جاك فروست، الشاطئ، سانتا مونيكا، 1921جاك فروست، الشاطئ، سانتا مونيكا، 1921
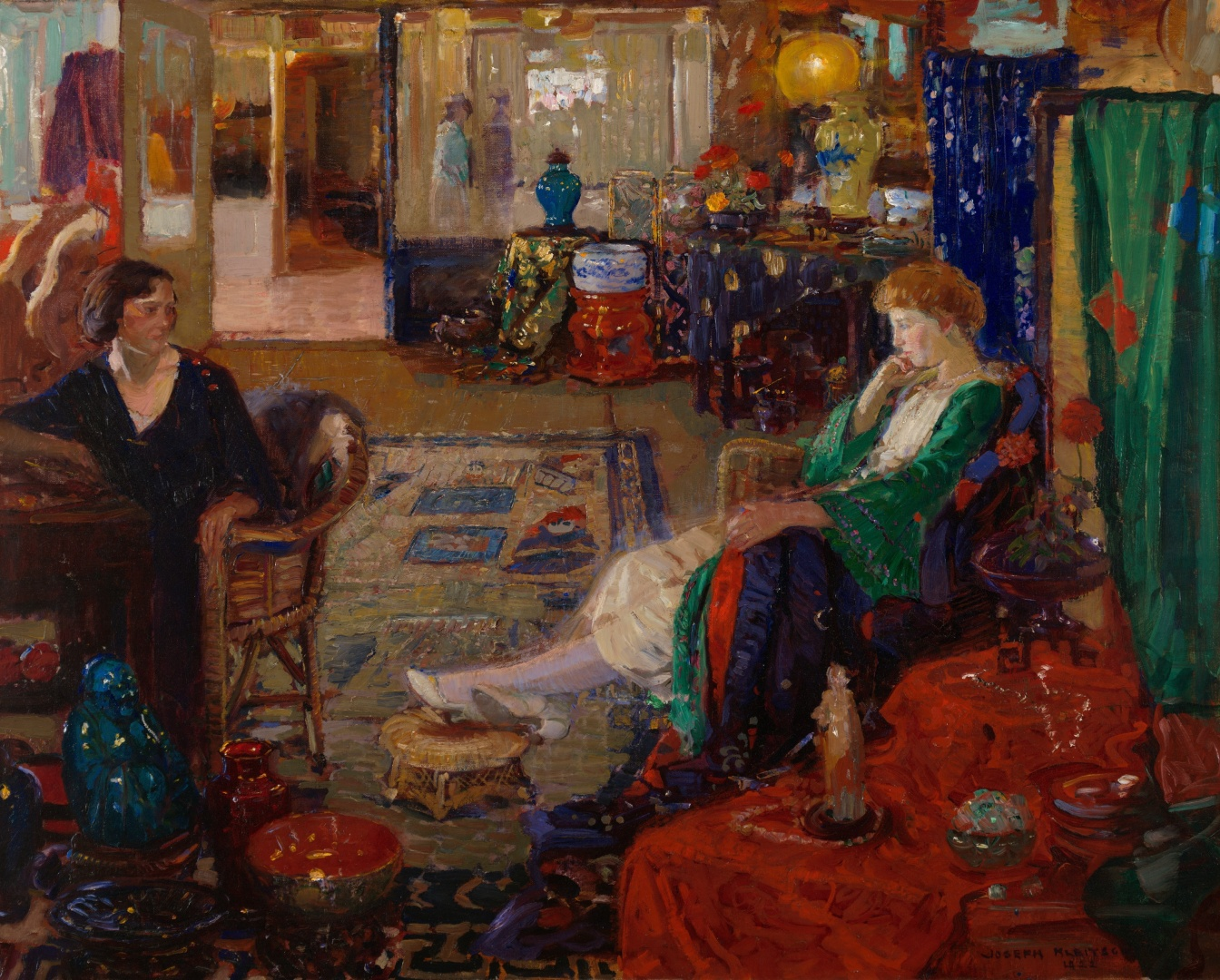
جوزيف كليتش، المتجر الشرقي، ١٩٢٢

## روابط خارجية
- موقع متحف كروكر للفنون
- مجموعات متحف كروكر للفنون- معارض الصور
- Crocker - تويتر
- موقع المجموعات الرقمية لمتحف كروكر للفنون (توقّف نشاطه)
- Gwathmey Siegel & Associates Architects: إضافة وتجديد متحف كروكر للفنون